# الخط الزمني لانهيار الرعاية الصحية في قطاع غزة
خلال الحرب الفلسطينية الإسرائيلية 2023 دمرت إسرائيل نظام الرعاية الصحية في غزة الهجمات المباشرة على المستشفيات والمرافق الصحية، وقتل العاملين في مجال الرعاية الصحية، وحصار الإمدادات الطبية من دخول غزة. وكان الانهيار الناتج عن نظام الرعاية الصحية جزءًا من أزمة إنسانية أوسع نطاقًا في قطاع غزة بسبب الحرب.
واجهت المستشفيات نقصًا في الوقود بسبب الحصار الإسرائيلي واعتمدت على المولدات الاحتياطية خلال الأسبوعين الأولين من الحرب. وبحلول 23 أكتوبر 2023، بدأت مستشفيات غزة في إغلاق أبوابها بسبب نفاد الوقود، بدءًا بالمستشفى الإندونيسي. عندما فقدت المستشفيات الطاقة وانقطعت الكهرباء تمامًا، تُوفيَ العديد من الأطفال المبتسرين في وحدات العناية المركزة لحديثي الولادة. بحلول مايو 2024، وثقت منظمة الصحة العالمية 450 هجومًا إسرائيليًا على نظام الرعاية الصحية في غزة، وأفادت كلٌّ من منظمة الصحة العالمية ولجنة الإنقاذ الدولية أن ثلث مستشفيات غزة فقط لا تزال تعمل بشكلٍ جزئي على الأقل.
قتلت إسرائيل العديد من العاملين في المجال الطبي، ودُمرت سيارات الإسعاف والمؤسسات الصحية والمقرات الطبية والعديد من المستشفيات. وقال أطباء بلا حدود إن العشرات من سيارات الإسعاف والمرافق الطبية تضررت أو دمرت. وبحلول أواخر أكتوبر، ذكرت وزارة الصحة الفلسطينية أن نظام الرعاية الصحية "انهار بالكامل"، بينما في 13 يناير أفادت التقارير أنّ 12 مستشفىً فقط من أصل 36 مستشفىً في غزة لا تزال تعمل جزئيًا بعد إعادة تشغيلها.

## 2023

### أكتوبر

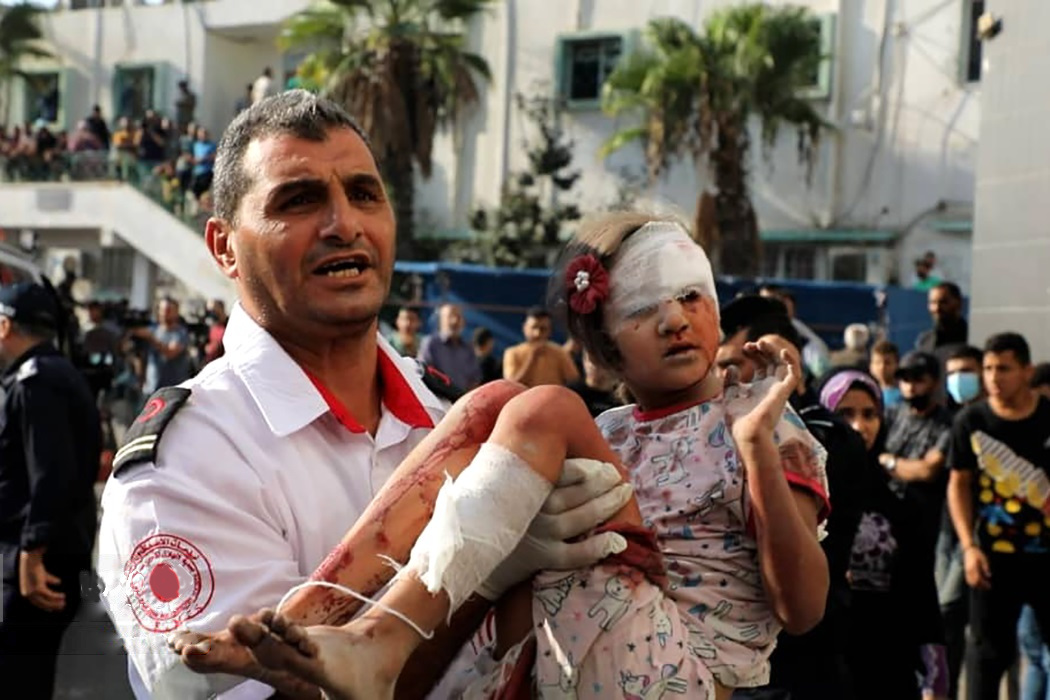
مسعف يحمل طفلًا فلسطينيًا جريحًا في غزة

12 أكتوبر:بعد إغلاق محطة الطاقة في قطاع غزة في اليوم السابق، أفادت التقارير بنفاد الوقود المتاح لمولدات الطاقة في المستشفيات قريبًا.
14 أكتوبر: تعرض طابقان من مركز تشخيص وعلاج السرطان التابع للمستشفى الأهلي العربي لأضرار جسيمة جراء إطلاق الصواريخ الإسرائيلية. كما استهدفت القوات الجوية الإسرائيلية سيارات الإسعاف التابعة للهلال الأحمر في غزة.
15 أكتوبر: أعلنت منظمة الصحة العالمية عن توقف أربعة مستشفيات عن العمل بعد استهدافها بالغارات الجوية الإسرائيلية. ساور القلق العاملين في مجال الرعاية الصحية من احتمال وفاة المرضى في حال انقطاع التيار الكهربائي عن مولدات مرافق المستشفى. وصفت منظمة الصحة العالمية الأمر الإسرائيلي بالإخلاء بأنه "حكم بالإعدام" على المرضى والجرحى. وأكد الأطباء في شمال غزة عدم قدرتهم على تنفيذه خوفًا من وفاة المرضى، بما في ذلك الأطفال حديثي الولادة في وحدة العناية المركزة.
16 أكتوبر: كتب رئيس منظمة أطباء بلا حدود كريستوس كريستو أن الوضع في غزة كان "مروعًا وكارثيًا ... لا كهرباء ولا إمدادات طبية. ويعمل الجراحون في مستشفى الشفاء الآن بدون مسكنات للألم"، مع تحذير الأطباء من تفشي مرض وشيك بسبب اكتظاظ المستشفيات وعدم دفن الجثث. في نفس اليوم، ذكرت منظمة الصحة العالمية أنه لم يتبق سوى "24 ساعة من الماء والكهرباء والوقود" قبل وقوع "الكارثة الحقيقية".
17 أكتوبر: ارتكب جيش الاحتلال الإسرائيلي مجزرة مستشفى المعمداني، مُخلفًا مئات القتلى والجرحى.
18 أكتوبر: أعلنت منظمة أطباء بلا حدود أن المصابين بجروح خطيرة سيلقون حتفهم مع انهيار المنظومة الصحية، بينما استخدمت الولايات المتحدة حق النقض ضد قرار للأمم المتحدة يدعو إلى تقديم المساعدات الإنسانية إلى غزة. وأكدت منظمة الصحة العالمية أن الوضع في غزة "يخرج عن نطاق السيطرة".
19 أكتوبر: طالبت وزارة الصحة بالتبرع بلترات الوقود لمواصلة تشغيل مولدات المستشفيات، وأعلن مستشفى السرطان الوحيد في غزة عن مخزون "منخفض بشكل خطير" من الوقود. وأفاد الأطباء بإصابة الأطفال المرضى بالتهابات المعدة والأمعاء بسبب نقص المياه النظيفة، بينما قصفت الغارات الجوية المنطقة المحيطة بمستشفى القدس. وذكر الصليب الأحمر أن النظام الصحي في غزة "راكع على ركبتيه" بأكمله.
20 أكتوبر: ذكرت منظمة أطباء بلا حدود أن آلاف الأشخاص معرضون لخطر الموت "في غضون ساعات" لعدم إمكانية تقديم الرعاية الطبية لهم، وأفاد الأطباء في مستشفى القدس والهلال الأحمر الفلسطيني بتلقيهم اتصالًا هاتفيًا من جيش الاحتلال الإسرائيلي يطالبهم بإخلاء المستشفى أو "تحمل العواقب".
21 أكتوبر: أصدرت منظمة المعونة الطبية للفلسطينيين واليونيسف "تحذيرًا عاجلًا" يفيد بأن 130 طفلًا مبتسرًا سيلقون حتفهم إذا لم يصل الوقود إلى مستشفيات غزة قريبًا.
22 أكتوبر: أعلن صندوق الأمم المتحدة للسكان أن في قطاع غزة خمسين ألف امرأة حامل، بينما أشار بيان مشترك صدر عن برنامج الأمم المتحدة الإنمائي وصندوق الأمم المتحدة للسكان واليونيسيف وبرنامج الأغذية العالمي ومنظمة الصحة العالمية إلى ارتفاع معدلات الوفيات بشكلٍ سريع بسبب انتشار المرض ونقص الرعاية الصحية. وأعلنت وكالة غوث وتشغيل اللاجئين الفلسطينيين (الأونروا) نفاد مخزون الوقود خلال ثلاثة أيام، مما يهدد بإنقطاع المياه عن القطاع وتوقف المستشفيات والمخابز عن العمل.
23 أكتوبر: نفد الوقود من مستشفى إندونيسيا في غزة وانقطعت الكهرباء عنه بشكلٍ كامل. وأعلن متحدث باسم وزارة الصحة أن نظام الرعاية الصحية قد "انهار تمامًا" بعد مقتل 65 مسعفًا وتدمير 25 سيارة إسعاف، مما أدى إلى إغلاق العديد من المستشفيات بسبب نقص الوقود. وحذرت منظمة الصحة العالمية من توقف 46 منشأة رعاية صحية من أصل 72 عن العمل في غزة.
25 أكتوبر: أكد الدكتور أشرف القدرة، من وزارة الصحة، أن النظام الصحي "خرج عن الخدمة تمامًا"، وأعلنت الوزارة عن وجود 7000 مريض وجريح في المستشفيات مهددين بالموت بسبب نقص الرعاية. واجه مستشفى شهداء الأقصى أزمة غسيل كلى حادة، حيث يتقاسم المئات 24 جهازًا فقط لغسيل الكلى.
27 أكتوبر: وصل فريق طبي من الصليب الأحمر إلى غزة حاملًا الإمدادات الطبية وفريقًا متخصصًا في جراحة الحرب وأخصائيًا في تلوث الأسلحة. كما استقبل مستشفى النصر في خان يونس شحنة من الإمدادات الطبية، بما في ذلك المطهرات والحقن والفرشات الطبية، مما يثير الأمل في استلام المزيد من الإمدادات "في الأيام المقبلة".
28 أكتوبر: أدى انقطاع الاتصالات إلى تعذر التواصل بين المدنيين الجرحى وخدمات الطوارئ، حيثُ تم توزيع سيارات الإسعاف بشكل متساوٍ جغرافيًا لتحقيق وصول أسرع للمصابين. شنت إسرائيل جولة كثيفة من الغارات الجوية وقالت إنها "توسع قواتها البرية" في غزة المحاصرة. وبحسب ما ورد ضربت العديد من هذه الغارات الجوية بالقرب من محيط مستشفى الشفاء ومستشفى إندونيسيا.
29 أكتوبر: أفاد الهلال الأحمر الفلسطيني عن تلقي تحذيرات من السلطات الإسرائيلية بإخلاء مستشفى القدس فورًا قبل تعرضه للقصف. وقد أصابت غارة جوية إسرائيلية منطقة قريبة من مستشفى القدس، على بعدِ عشرين مترًا منه. وذكر الدكتور غسان أبو ستة على منصة "X" أنه لاحظ تزايدًا ملحوظًا في عدد المرضى الذين يُعانون من "حروق الفسفور المميزة".
30 أكتوبر: تعرض مستشفى الصداقة التركي الفلسطيني لأضرار جسيمة نتيجةً لغارة جوية إسرائيلية. وأعلنت منظمة الصحة العالمية عن عجزها عن إعادة إمداد مستشفيي الشفاء والقدس بسبب ارتفاع مستويات المخاطر. هاجمت إسرائيل محيط المستشفى الإندونيسي في بيت لاهيا.
31 أكتوبر: أعلنت وزارة الصحة أن المولدات الكهربائية في مستشفيين رئيسيين في غزة على وشك التوقف عن العمل، وذلك بعد ساعاتٍ قليلة من بدء انقطاع التيار الكهربائي.

### نوفمبر
في الأول من نوفمبر، شهد قطاع غزة توقف مستشفى الصداقة التركي الفلسطيني لمرضى السرطان عن تقديم خدماته بشكل كامل بسبب نفاد الوقود اللازم لتشغيل مولداته الكهربائية. كما تعرض جناح الولادة في مستشفى الحلو الدولي للقصف من قبل القوات الإسرائيلية في نفس اليوم. وفي اليوم التالي أعلن المستشفى الإندونيسي توقف مولده الرئيسي عن العمل.
بحلول الثالث من نوفمبر، لقي اثنا عشر مريضًا بداء السرطان حتفهم بعد إغلاق مستشفى الصداقة التركي. في ذلك الوقت، كان ثمانمائة مريض مصاب بجروح خطيرة بحاجة إلى مغادرة قطاع غزة لتلقي الرعاية الطبية اللازمة. وقد أشارت وزارة الصحة إلى وفاة العديد من المصابين بجروح خطيرة خلال الأيام القليلة الماضية بسبب انهيار نظام الرعاية الصحية. كما تعرضت قافلة طبية أمام مستشفى الشفاء وكذلك مستشفيَا القدس والإندونيسي للقصف الجوي الإسرائيلي.
في الرابع من نوفمبر توقفت المولدات الكهربائية في مستشفى كمال عدوان عن العمل، فيما تعرض مدخل مستشفى النصر للأطفال للقصف الإسرائيلي. وقد زارت رئيسة الحركة الدولية للصليب الأحمر والهلال الأحمر ميريانا سبولجاريك إيجر قطاع غزة، معربة عن صدمتها من الأوضاع القائمة هناك.
في الخامس من نوفمبر، استمر انهيار النظام الصحي في غزة نتيجة للحصار الإسرائيلي، حيث خرجت نصف المستشفيات عن الخدمة بسبب نقص الوقود والطاقة، وتم إجراء عمليات بتر الأطراف والولادات القيصرية دون تخدير كنتيجة لنقص الإمدادات الطبية. وفي اليوم التالي، قصفت القوات الإسرائيلية الألواح الشمسية في مستشفى الشفاء.
بحلول الثامن من نوفمبر، أعلنت إيطاليا عن إرسال سفينة مستشفى إلى شاطئ قطاع غزة. وذكر مستشفى القدس أن إسرائيل دمرت جميع الطرق المؤدية إليه، كما نفد الوقود بالكامل في المستشفى وأغلقت معظم خدماته. وفي التاسع من الشهر نفسه، أشار المكتب الإعلامي لحكومة غزة إلى أن إسرائيل قصفت ثمانية مستشفيات في الأيام الثلاثة الماضية. كما أعلن وزير الصحة التركي فخر الدين كوكا استعداد بلاده لاستقبال مرضى السرطان من الأطفال في قطاع غزة.
في العاشر من نوفمبر، أفاد الصليب الأحمر الدولي بأن نظام الرعاية الصحية في قطاع غزة قد وصل إلى مرحلة حرجة لا رجعة فيها. فقد حاصرت الدبابات الإسرائيلية أربعة مستشفيات رئيسية في القطاع من جميع الجهات، وهي مستشفى الرنتيسي، ومستشفى النصر، ومستشفى العيون والصحة النفسية. واشتعلت النيران في مستشفى الرنتيسي لسرطان الأطفال إثر تعرضه لغارة جوية إسرائيلية، مما استدعى إجراء عمليات إخلاء. كما تعرضت ثلاثة مستشفيات على الأقل للقصف الجوي الإسرائيلي، الأمر الذي أسفر عن سقوط العديد من الضحايا، دفع مدير مستشفى الشفاء إلى التصريح بأن "إسرائيل تشن الآن حربًا على مستشفيات مدينة غزة". وأشار الهلال الأحمر الفلسطيني إلى أن القناصة الإسرائيليين أطلقوا النار على أطفال في مستشفى القدس، مما أسفر عن مقتل طفل وإصابة 28 آخرين. كما ذكرت وزارة الصحة أن إسرائيل قطعت الكهرباء والمياه والاتصالات عن مستشفى إندونيسيا.
وفي اليوم التالي، الحادي عشر من نوفمبر، أفاد الطبيب البريطاني غسان أبو ستة العامل في غزة بأن الجرحى لم يعودوا قادرين على تلقي العلاج اللازم لجراحهم، نظرًا لعدم تمكن الأطباء سوى من استقرار حالات المرضى. كما أبلغت منظمة أطباء بلا حدود عن "تكثيف كبير" للهجمات الإسرائيلية على مستشفى الشفاء، حيث انقطعت الكهرباء عن المستشفى، وأطلق القناصة النار على العاملين فيه، فضلًا عن قصفه واشتعال النيران به. وتم إطلاق النار على العائلات التي حاولت مغادرة مجمع المستشفى وقتلها. وصرح أشرف القدرة، طبيب مستشفى الشفاء، بأن المستشفى أصبح خارج الخدمة تمامًا، حيث أطلق جيش الاحتلال الإسرائيلي النار على "كل ما يتحرك". كما ذكرت منظمة أطباء من أجل حقوق الإنسان أن طفلين رضيعين توفيا في الشفاء بسبب انقطاع الكهرباء. وبينما صرح المتحدث باسم جيش الاحتلال الإسرائيلي دانييل هاغاري بأن الجيش سيساعد في إجلاء الأطفال من مستشفى الشفاء، أشار المتحدث باسم وزارة الصحة في غزة إلى أن إسرائيل لم توفر "أي آلية لإخراج الأطفال إلى مستشفى أكثر أمانًا". ووصف روبرت مارديني، المدير العام للصليب الأحمر، الوضع في الشفاء بأنه "يائس على نحو لا يطاق".
وفي الثاني عشر من نوفمبر، قال مدير عام مستشفى الشفاء إن حياة 650 مريضًا كانت معرضة للخطر في المستشفى بسبب "الوضع الكارثي". كما أفاد نائب وزير الصحة في غزة بأن إسرائيل دمرت جناح القلب في مستشفى الشفاء. وأصدر جيش الاحتلال الإسرائيلي تسجيلًا مصورًا يظهر جنودًا تركوا 300 لتر من الوقود خارج الشفاء. إلا أن مدير الشفاء صرح بأن هذه الكمية لن تكفي لتشغيل المستشفى حتى لمدة 30 دقيقة.
وقالت وزيرة الصحة الفلسطينية مي الكيلة إن جيش الاحتلال الإسرائيلي لا يقوم بإجلاء المرضى، بل "يقوم بإجلاء الجرحى والمرضى قسرًا إلى الشوارع، مما يتركهم يواجهون الموت المحتوم". كما ذكر أحد الجراحين في المستشفى الأهلي أن الدم قد نفد من المستشفى لإجراء عمليات نقل الدم. وأشار الهلال الأحمر إلى أن مستشفى القدس أصبح خارج الخدمة تمامًا،  فيما أفاد مدير مستشفى النصر بأنه تم إخلاء المستشفى تحت تهديد الأسلحة والدبابات الإسرائيلية. وقد تم إغلاق اثنين من المستشفيات الرئيسية في غزة، وهما مستشفى الشفاء ومستشفى القدس.
في الثالث عشر من نوفمبر، نفدت مادة الوقود من مستشفى كمال عدوان،  فأصدرت منظمة أطباء بلا حدود بيانًا وصفت فيه الأوضاع المزرية في مستشفى الشفاء، حيث لم يتوفر للمرضى الطعام أو الماء أو الكهرباء، فضلًا عن تعرضهم لإطلاق النار من قبل القناصة. وجاء في البيان أن "الوضع سيء للغاية وغير إنساني". كما توقف المولد الوحيد في مستشفى الأمل عن العمل، ووصف توم بوتوكار، كبير الجراحين في الصليب الأحمر، الأوضاع في جنوب قطاع غزة بأنها "قاسية بلا هوادة".
وفي الرابع عشر من الشهر ذاته، حاصرت الدبابات الإسرائيلية مستشفى الحلو في مدينة غزة، رغم أن مدير المستشفى أكد أنه "مستشفى للولادة فقط". كما شنت إسرائيل غارة على مستشفى الشفاء الذي لاذ به الآلاف من المدنيين، بينهم ثلاثون طفلًا مبتسرًا. وأفاد الأطباء بوفاة أربعين مريضًا في هذا المستشفى، فيما أدى القتال القريب من مستشفى القدس إلى توقف جهود إخلاء المدنيين.
داهمت القوات الإسرائيلية مستشفى الشفاء في 15 نوفمبر، ووصف أحد الصحفيين الحاضرين ما جرى بأنه "كابوس لا يمكن تصوره"، حيث استهدفت إسرائيل مولدات المستشفيات ووحدة الاتصالات، مما أدى إلى قطع الاتصال بالعالم الخارجي. وادعى جون كيربي المتحدث باسم مجلس الأمن القومي الأمريكي أن حركتي حماس والجهاد الإسلامي الفلسطينيتين "خزنتا أسلحة" في المستشفى، إلا أن هذه الادعاءات كانت محل نزاع. وقال أحد موظفي الشفاء في مقابلة مع قناة الجزيرة إن إسرائيل لم تقدم أي مساعدات أو إمدادات، بل "احتجزت واعتدت بوحشية" على الرجال الذين كانوا يحتمون بالمستشفى.
قال ريك بيبركورن، ممثل منظمة الصحة العالمية، إن مستشفى الشفاء لم يعد به أكسجين أو كهرباء أو ماء. وأفاد مدير المستشفى بأن الجثث كانت تتحلل بشدة، وكانت جروح المرضى مليئة بالديدان، و"رائحة الموت تفوح في كل مكان". كما أغلق المستشفى الإندونيسي أبوابه بالكامل، مما أدى إلى احتياج خمسة وأربعين مريضًا إلى إجراء عمليات جراحية.
في السابع عشر من نوفمبر، أفاد الهلال الأحمر الفلسطيني بأن فرق الطوارئ الطبية التابعة له محاصرة داخل المستشفى الأهلي. كما ذكر العاملون في مستشفى الشفاء أن خمسين مريضًا، من بينهم رضع، لقوا حتفهم بسبب نقص الكهرباء والأكسجين. ونفى مدير المستشفى ادعاء إسرائيل بتوفير حاضنات للأطفال حديثي الولادة.
بدأت عملية إخلاء مستشفى الشفاء في 18 نوفمبر، وقال إسماعيل الثوابتة المتحدث باسم المكتب الإعلامي الفلسطيني، إن المرضى الذين نُقلوا إلى مرافق أخرى كانوا على شفير الموت. ووصفت منظمة أكشن إيد عملية الإخلاء بأنها حكم بالإعدام. وذكر المستشفى أن ستة أطباء سيبقون مع 120 مريضًا يصعب نقلهم. كما نشر جيش الاحتلال الإسرائيلي صورًا لشاحنات عسكرية تقوم بتفريغ الإمدادات خارج مستشفى الشفاء. وقام فريق إنساني من منظمة الصحة العالمية بزيارة الشفاء، ووجد نقصًا في الغذاء والماء والدواء، مع وجود علامات إطلاق نار ومقبرة جماعية. وأفاد مدير الشفاء بأن الناس مُنحوا ساعة واحدة فقط للإخلاء، قائلًا: "أُرغمنا على المغادرة تحت تهديد السلاح". وذكرت منظمة الصحة العالمية أن 25 عاملًا صحيًا و291 مريضًا، بينهم 32 طفلًا، ما زالوا في الشفاء. كما قُتل شخصان أثناء سفرهما في قافلة إجلاء تابعة لمنظمة أطباء بلا حدود تم تحديدها بشكل واضح في مدينة غزة، ووصفت المنظمة الحادثة بأنها "هجوم متعمد".
تم إجلاء الأطفال المبتسرين في مستشفى الشفاء إلى جنوب قطاع غزة، حيث كان من المقرر نقلهم إلى مصر في اليوم التالي. وأفادت منظمة الصحة العالمية أنها كانت تخطط لإرسال بعثات لنقل مرضى الشفاء المتبقين إلى مجمع ناصر الطبي ومستشفى غزة الأوروبي خلال اليومين أو الثلاثة أيام القادمة. وذكر الأطباء أن الأطفال المرضى أصيبوا بالتهابات المعدة والأمعاء بسبب نقص المياه النظيفة. كما أفادت اللجنة الدولية للصليب الأحمر أن النظام الصحي برمته في قطاع غزة كان "راكعًا على ركبتيه".
شنت إسرائيل هجومًا على مستشفى إندونيسيا في 20 نوفمبر بغارة جوية أدت إلى مقتل اثني عشر شخصًا، وفي أعقاب هذه الغارة، حاصرت الدبابات الإسرائيلية المستشفى. وأفاد العاملون في المستشفى بأن الجنود الإسرائيليين أطلقوا النار بشكل عشوائي داخله، حيث لجأ العديد من المدنيين إليه كونه آخر مستشفى يعمل في شمال قطاع غزة. وذكرت وزارة الصحة في غزة أنه تم إجلاء 200 مريض من هذا المستشفى، في حين بقي ما يقدر بنحو 500 مريض آخرين.
في عملية القصف الإسرائيلية المكثفة على قطاع غزة في نوفمبر 2023، تعرضت البنية التحتية الصحية لضرر جسيم وخيم. فقد أُجبرت منظمة الصحة العالمية على إخلاء ثلاثة مستشفيات في شمال غزة في 21 نوفمبر، مما أدى إلى توقف عمل كافة المستشفيات في شمال غزة. كما لقي أربعة أطباء حتفهم جراء قصف مستشفى العودة من قِبل القوات الإسرائيلية. وعلى الرغم من أوامر الاحتلال بإخلاء المستشفى الأردني الميداني، أصرت الحكومة الأردنية على عدم الامتثال لتلك الأوامر.
وفي الأيام اللاحقة، حاولت سيارات الإسعاف التابعة للهلال الأحمر الفلسطيني إجلاء المرضى المتبقين في مستشفى الشفاء، إلا أن القصف الإسرائيلي المتزايد حول المستشفى عرقل تلك الجهود. كما لقي أربعة مرضى مصرعهم أثناء نقلهم إلى مستشفى الصداقة التركي الفلسطيني في 23 نوفمبر. وتعرض موظفو الصليب الأحمر لإطلاق النار عليهم في أثناء تقديمهم للمساعدات الإنسانية.
في خضم تلك الأوضاع المأساوية، أعلنت وزارة الصحة في غزة توقف التنسيق مع منظمة الصحة العالمية بشأن إجلاء المرضى بعد اعتقال إسرائيل للأطباء الفلسطينيين. كما أُمر العاملون في المستشفى الإندونيسي بالإخلاء من قِبل جيش الاحتلال الإسرائيلي، وتم نقل المرضى والعاملين فيه إلى المستشفى الأوروبي في خان يونس.
وفي ظل غياب الرعاية الصحية، كانت الكلاب تأكل جثث الضحايا غير المدفونين في شوارع شمال غزة بعد إخلاء المستشفيات هناك بالكامل. وأشار المدير العام لوزارة الصحة إلى أن القوات الإسرائيلية أطلقت النار على الفرق الطبية حتى أثناء سريان وقف إطلاق النار المؤقت.
في 25 نوفمبر وصفت الأمم المتحدة الأوضاع الصحية في غزة بالكارثية، حيث لم يعد يعمل سوى أربعة مستشفيات صغيرة في شمال القطاع وثمانية مرافق صحية في جنوبه. وكانت ظروف المرضى المتبقين في مستشفى الشفاء مزرية للغاية. ومع ذلك، بذلت جهود تطوعية لإعادة تشغيل قسم غسيل الكلى فيه.
أعيد فتح وحدة غسيل الكلى في الشفاء لاستقبال المرضى في 28 نوفمبر، كما أرسلت فرنسا سفينة حربية لتعمل كمستشفى مؤقت. وأكد رئيس منظمة الصحة العالمية تيدروس أدهانوم غيبريسوس أن الاحتياجات الصحية في غزة ازدادت بشكل كبير على الرغم من عمل ثلث مرافقها الصحية فقط. كما أشارت وزارة الصحة إلى ضرورة إجلاء المئات للحصول على الرعاية الطبية خارج القطاع، فيما أعلنت إيطاليا والإمارات نيتهما إنشاء مستشفى ميداني في غزة.
وأفاد مكتب تنسيق الشؤون الإنسانية التابع للأمم المتحدة أنه منذ 7 أكتوبر (حتى 2 نوفمبر)، أغلقت حوالي ثلثي (46 من 72) عيادات الرعاية الصحية الأولية في غزة أبوابها بسبب الأضرار أو نقص الوقود، مما يزيد من الضغط على المرافق الصحية المتبقية التي لا تزال تعمل.
تواجه المستشفيات عددًا كبيرًا من المرضى المصابين، وتعمل المشارح بكامل طاقتها، ويقوم المتخصصون الطبيون بإجراء العمليات الجراحية دون استخدام التخدير. حتى 2 نوفمبر 2023، أصيب أكثر من 21000 شخص، ونزح أكثر من 1.4 مليون شخص في غزة. وقد تحققت منظمة الصحة العالمية من 237 حادثة استهدفت مرافق الرعاية الصحية، وهو ما يتعارض بوضوح مع القانون الإنساني الدولي. وقد تحققت منظمة الصحة العالمية من 237 حادثة استهدفت مرافق الرعاية الصحية، وهو ما يتعارض بوضوح مع القانون الإنساني الدولي. أفاد رئيس لجنة الطوارئ الطبية أن المرضى والموظفين في مستشفى إندونيسيا تم إجلاؤهم إلى المستشفى الأوروبي في خان يونس. أفاد العاملون الطبيون أن الكلاب كانت تأكل جثث الأشخاص غير المدفونين في الشوارع. تم إخلاء المستشفيات في شمال غزة، بما في ذلك مستشفى الأهلي العربي، من قبل منظمة الصحة العالمية والصليب الأحمر.

### ديسمبر
1 ديسمبر: أفادت المستشفيات عن اكتظاظها، حيث اضطر الأطباء إلى علاج المرضى على الأرض، بينما ظل معبر رفح مفتوحًا لإجلاء المرضى والجرحى، وتضرر مستشفى العودة جراء القصف الإسرائيلي.
2 ديسمبر: تبرعت السعودية بست سيارات إسعاف للهلال الأحمر الفلسطيني.
3 ديسمبر: وصف جيمس إلدر، المتحدث باسم اليونسيف، مستشفى ناصر في خان يونس بأنه "منطقة الموت" ، وقصف جيش الاحتلال الإسرائيلي مستشفى كمال عدوان، مما أدى إلى مقتل أربعة أشخاص على الأقل ، وأصيب اثنان من المسعفين الطبيين التابعين للهلال الأحمر برصاص الجيش الإسرائيلي.
4 ديسمبر: كانت المستشفيات في جنوب غزة مكتظة بالمرضى الجرحى ، وزارت رئيسة الصليب الأحمر ميريانا سبولجاريك إيجر قطاع غزة، ووصفت ما رأته هناك بأنه "يفوق أي شيء يمكن لأي شخص أن يكون في وضع يسمح له بوصفه".
5 ديسمبر: تم الإبلاغ عن هجمات على مقربة من مستشفى كمال عدوان ، وقال الأطباء في مستشفى الأقصى إنهم لا يستطيعون التعامل مع تزايد أعداد المرضى الذين يستقبلونهم.
6 ديسمبر: كانت الوقود والإمدادات الطبية في مستشفى الأقصى منخفضة للغاية ، وأفاد الأطباء في جنوب غزة بوجود نقص في الأسرة والإمدادات.
7 ديسمبر: ذكر الهلال الأحمر الفلسطيني أن 60 بالمائة من الجرحى في غزة يحتاجون إلى علاج طبي عاجل في الخارج، وأن خدمة الإسعاف في شمال غزة توقفت تمامًا ، بينما تم تقديم الإسعافات الأولية الأساسية فقط في مستشفى الشفاء ، وصرح رئيس منظمة الصحة العالمية تيدروس أدهانوم غيبريسوس أن القتال في جنوب غزة يزيد من صعوبة إدارة العمليات الصحية.
8 ديسمبر: قُتل ما يقدر بنحو 286 عاملًا صحيًا في غزة على يد إسرائيل.
9 ديسمبر: أطلق الجيش الإسرائيلي النار على اثنين من العاملين الصحيين وقتلهما في مستشفى العودة المحاصر منذ 5 ديسمبر ، وقال مدير المستشفى الأوروبي إن الوضع كان كارثيًا، حيث أصيب المسعفون في الغارات الجوية الإسرائيلية.
10 ديسمبر: تبنت منظمة الصحة العالمية قرارًا لحماية الرعاية الصحية في غزة، والذي وصفه المدير العام تيدروس أدهانوم غيبريسوس بأنه "شبه مستحيل في الظروف الحالية" ، وأجبر جيش الاحتلال الإسرائيلي منظمة أطباء بلا حدود على إخلاء عيادات الشهداء وبني شويلة، وأن الرعاية الصحية انهارت بالكامل ، وذكرت وزارة الصحة أن 50 ألف شخص أصيبوا منذ بداية النزاع ، وصرحت بشرى الخالدي، الخبيرة في منظمة أوكسفام، أن الوضع لم يعد "مجرد كارثة، إنه مروع".
11 ديسمبر: أصيب أحد أطباء منظمة أطباء بلا حدود داخل مستشفى العودة برصاص قناص إسرائيلي ، وقال مدير مستشفى كمال عدوان إن إسرائيل قتلت سيدتين وأطفالهما حديثي الولادة عندما استهدفت إسرائيل قسم الولادة ، وأكدت الأمم المتحدة عمليات القتل.
12 ديسمبر: ناشدت منظمة الصحة العالمية جيش الاحتلال الإسرائيلي ألا يدمر المستشفيات في جنوب غزة ، وقالت منظمة أطباء بلا حدود إن ظروف الرعاية الصحية في غزة تشبه الظروف أثناء الحرب العالمية الأولى ، وداهمت إسرائيل مستشفى كمال عدوان ، وذكر تيدروس أدهانوم غيبريسوس أن منظمة الصحة العالمية كانت قلقة للغاية بشأن الطاقم الطبي لكمال عدوان ، ووصف الأطباء في مجمع ناصر الطبي في خان يونس نقص الإمدادات وغياب الوظائف الطبية تقريبًا.
13 ديسمبر: أمر جيش الاحتلال الإسرائيلي جميع الرجال والصبية فوق سن السادسة عشرة بمغادرة مستشفى كمال عدوان ليتم تفتيشهم ، واعتقل 70 من العاملين في المجال الطبي ونقلهم إلى مكان مجهول ، وحاصر القناصة الإسرائيليين 240 شخصًا في مستشفى العودة دون مياه نظيفة ويعيشون على وجبة واحدة يوميًا من الخبز أو الأرز.
14 ديسمبر: أطلق قناصة إسرائيليون النار على سيدة حامل في مستشفى العودة ، وقتلت ممرضة على يد قناص إسرائيلي في الطابق الرابع من المستشفى ، وصرح رينزو فريك، المسؤول في منظمة أطباء بلا حدود أن "التقارير الواردة من مستشفى العودة مروعة ونحن قلقون للغاية على سلامة المرضى والموظفين في الداخل" ، وأعربت وزارة الصحة في غزة عن مخاوفها من أن يكون العودة هو هدفهم التالي بعد انتهاء الغارة الإسرائيلية على كمال عدوان ، وأفادت وزارة الصحة أنه تم إجلاء 2500 شخص مشرد داخليًا من كمال عدوان قسرًا، وأن جنود جيش الاحتلال الإسرائيلي منعوا الطاقم الطبي من مواصلة تقديم الدعم لـ 12 طفلًا رضيعًا في العناية المركزة وعشرة مرضى في قسم الطوارئ، مما أدى إلى وفاة شخصين.
15 ديسمبر: ذكر أحمد شتات، طبيب الأطفال في المستشفى الإماراتي في رفح، أن عدد الأطفال المبتسرين المولودين في غزة ارتفع بشكل حاد بسبب افتقار الأمهات إلى الرعاية المناسبة والنظام الغذائي.
16 ديسمبر: دهست جرافات إسرائيلية الأشخاص الذين كانوا يحتمون خارج كمال عدوان، ووصف أحد المراسلين الحادثة بأنها "مذبحة مرعبة ومشاهد لا توصف"، وقال: "تم دفن العشرات من النازحين والمرضى والجرحى أحياء".
17 ديسمبر: عقب زيارة قافلة إلى مستشفى الشفاء، أصدرت منظمة الصحة العالمية بيانًا وصفت فيه الوضع بأنه "حمام دم" مع وجود مئات من المرضى المصابين ممددين على الأرض ، وصرح المدير العام لمنظمة الصحة العالمية تيدروس أدهانوم غيبريسوس أن المرضى غادروا مستشفى كمال عدوان، مما أدى إلى وفاة العديد منهم ومن بينهم طفل يبلغ من العمر تسع سنوات ، وقال رجل إن جرافات الجيش الإسرائيلي دفنت ابنه البالغ من العمر 25 عامًا حيًا في كمال عدوان ، بعد أن دمر الاحتلال المستشفى وحوله إلى أنقاض ، وقصفت دبابة جناح الأطفال في مجمع ناصر الطبي وقتلت العديد من الأطفال.
18 ديسمبر: هاجم الاحتلال المستشفى الأهلي العربي، وأجبر النازحين على الخروج منه واعتقل طبيبان.
19 ديسمبر: قالت مارغريت هاريس، المتحدثة باسم منظمة الصحة العالمية، إن 30% فقط من العاملين الصحيين في غزة البالغ عددهم 20 ألفًا ما زالوا يعملون، وقالت: "وصف أحد زملائي أشخاصًا مستلقين على الأرض يعانون من ألم شديد، في عذاب، لكنهم لم يكونوا كذلك". كانوا يطلبون تخفيف الآلام، ومن غير المعقول أن يسمح العالم باستمرار ذلك" ، وصرح تيدروس أدهانوم غيبريسوس أن الأمم المتحدة "وجدت ظروفًا مقلقة للغاية" في مجمع ناصر الطبي بعد هجوم 17 ديسمبر على وحدة الأطفال بالمستشفى ، واقتحمت القوات الإسرائيلية مستشفى العودة، وجردت وقيدت واستجوبت جميع الرجال والفتيان فوق سن السادسة عشرة ، وذكر مدير المستشفى الأهلي أن القوات الإسرائيلية اعتقلت أطباء ومرضى وطواقم طبية، ودمرت أرض المبنى جزئيا، وتركت المستشفى غير قادر على استقبال المرضى ، توفي أربعة أشخاص من هجمات 18 ديسمبر على المستشفى ، وذكرت منظمة أطباء بلا حدود أن "الأطباء يدوسون على جثث الأطفال الموتى لعلاج الأطفال الآخرين الذين سيموتون على أي حال. والقليل من المحظوظين الذين نجوا يعانون من إصابات تغير حياتهم. ويعاني العديد من المصابين من حروق شديدة، وكسور كبيرة لن تلتئم بشكل صحيح". وقد يستمر الأمر في المطالبة بعمليات بتر الأطراف".
20 ديسمبر: حاصرت القوات الإسرائيلية مركز الإسعاف التابع للجمعية الهلال الأحمر الفلسطيني في شمال غزة ، ولم تتمكن فرق الطوارئ والإنقاذ من الوصول إلى الجرحى ، وكان المستشفى الأهلي العربي خارج الخدمة، مما ترك شمال غزة بدون مستشفى فعال ، وكان المستشفى الكويتي مكتظًا بأعداد كبيرة من الجرحى في أعقاب غارة جوية على رفح.
21 ديسمبر: ركب الجرحى غير القادرين على استدعاء سيارات الإسعاف بسبب انقطاع الاتصالات الدراجات وأخذوا عربات تجرها الحمير إلى المستشفيات، بينما ذكر سائقو سيارات الإسعاف أنهم ببساطة يتبعون أعمدة الدخان أو أصوات الانفجارات ، وظل مركز الإسعاف التابع للهلال الأحمر الفلسطيني تحت الحصار ، وداهم الجيش الإسرائيلي مركز الإسعاف ، وقُتلت ممرضة على يد قناص في مستشفى العودة، وترك الناس بالداخل في "حالة من الرعب" ، وأصيب مدير عام وزارة الصحة في غزة في غارة جوية على منزله ، وأدى إغلاق المستشفى الأهلي إلى عدم وجود مستشفيات عاملة في شمال غزة.
22 ديسمبر: شن الاحتلال قصف مكثف بالقرب من مستشفى الأمل في خان يونس ، ودمرت إسرائيل جميع سيارات الإسعاف في مركز الهلال الأحمر الفلسطيني المحاصر، وجرد الاحتلال 47 رجلًا من ملابسهم وتعرضوا للضرب والتعذيب.
23 ديسمبر: احتجز جيش الاحتلال الإسرائيلي ثمانية فرق إنقاذ للطوارئ ، ووصف رئيس قسم طب الأطفال في مستشفى كمال عدوان ظروف حصار الجيش الإسرائيلي قائلًا: "لقد حفر الجنود القبور هذا الصباح وسحبوا الجثث بالجرافات، ثم سحقوا الجثث بالجرافات. ولم أر شيئًا كهذا من قبل".
24 ديسمبر: عالج الأطباء في مجمع ناصر الطبي الجروح الناجمة عن الأسلحة المحرمة دوليًا.
25 ديسمبر: خرجت 23 مستشفى عن الخدمة، وكان النظام الصحي في "المرحلة النهائية" من الانهيار، ومات 9000 شخص بسبب نقص الخدمات الطبية ، ولم يتمكن 800 ألف شخص في شمال غزة من الحصول على الرعاية الصحية.
26 ديسمبر: تعرض مقر جمعية الهلال الأحمر الفلسطيني في خان يونس لأضرار جسيمة بعد تعرضه للقصف الإسرائيلي ، وفقد الهلال الأحمر الاتصال بفرق الطوارئ التابعة له بسبب انقطاع الاتصالات ، وذكر تيدروس أدهانوم غيبريسوس أن نظام الرعاية الصحية تحت "ضغط لا يطاق"، وسيُموت المرضى في مستشفى الأقصى أثناء انتظار العلاج ، وأعرب ممثل اليونيسف ريك بيبيركورن عن مخاوفه من تعرض مجمع ناصر الطبي للخطر عندما ينقل الجيش الإسرائيلي قتاله إلى خان يونس.
27 ديسمبر: تواصلت هجمات للجيش الإسرائيلي في المنطقة المجاورة لمستشفى مدينة الأمل في خان يونس ، وذكرت مي الكيلة أن ثمانية مستشفيات فقط في جنوب غزة تعمل بشكل جزئي ، وسلمت منظمة الصحة العالمية إمدادات إلى مستشفيي الشفاء والأمل ، وعانت غزة من انقطاع كامل للاتصالات، وذكرت منظمة أكشن إيد أنه "يكاد يكون من المستحيل" على الأشخاص الاتصال بخدمات الطوارئ أو تلقيها.
28 ديسمبر: يعمل مجمع ناصر الطبي في خان يونس بدون 80 بالمائة من العاملين فيه ، وأدان الهلال الأحمر الفلسطيني الاعتداءات الأخيرة على محيط مستشفى الأمل، قائلًا: "إن تكثيف الاحتلال لاستهداف محيط مستشفى الأمل خلال الأيام الماضية قد يعتبر مقدمة لاستهدافه بشكل مباشر" ، وأعلن الهلال الأحمر الفلسطيني وجمعية الهلال الأحمر المصري أنهما سينصبان 300 خيمة لإيواء العائلات النازحة من العاملين في المجال الطبي والإسعاف والإغاثة ، وذكر مدير العمليات بوزارة الصحة في غزة أن 1.6 مليون شخص في رفح بحاجة إلى رعاية طبية وأن التدخل الدولي ضروري.
29 ديسمبر: ذكر المكتب الإعلامي لحكومة غزة أن 800 ألف من سكان شمال غزة لم يتمكنوا من الوصول إلى المستشفيات، وأن 7000 شخص مدفونين تحت الأنقاض ، ووصفت الأمم المتحدة النظام الصحي في غزة بأنه "محطم" وقالت إن المرضى "ينتظرون الموت" ، ورفعت جنوب أفريقيا دعوى ضد إسرائيل في محكمة العدل الدولية واتهمتها بارتكاب الإبادة الجماعية في غزة.
30 ديسمبر: ذكرت منظمة الصحة العالمية أن 13 من أصل 36 مستشفى في غزة تعمل بشكل جزئي ، وأعادت وزارة الصحة في غزة فتح المستشفى العربي، وجمعية أصدقاء المريض الخيرية، ومجمع الصحابة الطبي، ومستشفى الحلو الدولي ، وأدت غارة جوية بالقرب من المستشفى الأوروبي في خان يونس إلى مقتل خمسة أشخاص ، وسلمت اليونيسيف 600 ألف جرعة لقاح للأطفال.

## 2024

### يناير
1 يناير: قالت مي الكيلة إن تسعة مستشفيات فقط ما زالت تعمل في غزة.
2 يناير: قصف الاحتلال مقر جمعية الهلال الأحمر الفلسطيني، مما أدى إلى مقتل خمسة أشخاص، بينهم طفل رضيع، وأدانت جيما كونيل ممثلة مكتب الأمم المتحدة لتنسيق الشؤون الإنسانية، الحادث قائلة: "يجب أن يشعر العالم بالرعب التام. يجب أن يشعر العالم بالغضب الشديد لمقتل طفل هنا اليوم... يجب على العالم أن يخجل"، كما أدان تيدروس غيبريسوس الهجوم الإسرائيلي على مستشفى الأمل، قائلًا: "تفجيرات اليوم غير معقولة، النظام الصحي في غزة في حالة ركود بالفعل، مع إعاقة جهود العاملين في مجال الصحة والمساعدات بشكل مستمر لإنقاذ الأرواح بسبب الأعمال العدائية". تم قصف مقر جمعية الهلال الأحمر الفلسطيني، مما أسفر عن مقتل خمسة أشخاص بينهم طفل. صرحت جيما كونيل، ممثلة مكتب الأمم المتحدة لتنسيق الشئون الإنسانية، "يجب أن يشعر العالم بالرعب الشديد. يجب أن يشعر العالم بالغضب الشديد لمقتل طفل هنا اليوم... يجب أن يشعر العالم بالخجل". أدان تيدروس غيبريسوس هجوم إسرائيل على مستشفى الأمل، قائلاً: "إن قصف اليوم غير مقبول، فالنظام الصحي في غزة يركع بالفعل، مع إعاقة العاملين في مجال الصحة والمساعدات بشكل مستمر في جهودهم لإنقاذ الأرواح بسبب الأعمال العدائية".
3 يناير: أفادت جمعية الهلال الأحمر الفلسطيني أن الهجمات الإسرائيلية بالقرب من مستشفى الأمل تتزايد، بينما أعلنت وزارة الصحة في غزة أن 128 فلسطينيًا على الأقل قتلوا في الهجمات الإسرائيلية خلال ال 24 ساعة الماضية، ليصل إجمالي عدد القتلى إلى 22313. أفادت جمعية الهلال الأحمر الفلسطيني أن الهجمات الإسرائيلية بالقرب من مستشفى الأمل كانت تكثف. وأعلنت وزارة الصحة في غزة مقتل 128 فلسطينياً على الأقل جراء الهجمات الإسرائيلية خلال الأربع والعشرين ساعة الماضية، ليرتفع إجمالي القتلى إلى 22313.
4 يناير: ذكرت جمعية الهلال الأحمر الفلسطيني أن إسرائيل قصفت منزل مدير مركز الإسعاف المركزي في غزة، وأبلغت عن هجوم آخر على مستشفى الأمل، وأرسلت نداًء إلى المجتمع الدولي والصليب الأحمر والأمم المتحدة لحماية العاملين بالمستشفى والمرضى،  وقُتل شخص واحد في القصف. وأصدرت جمعية العون الطبي للفلسطينيين ولجنة الإنقاذ الدولية بيانًا مشتركًا ذُكر فيه أن النظام الصحي في غزة "على شفا الانهيار الكارثي"، في حين ذكرت منظمة أطباء بلا حدود أن القصف الإسرائيلي بالقرب من مستشفى الأقصى أدى لخلق ظروف خطيرة، حيث قال أحد أطباء المنظمة: "اضطررنا إلى نقل أنشطة تضميد الجروح من الخيمة الموجودة في فناء المستشفى إلى داخل المبنى لحماية الموظفين والمرضى. ومن المستشفى، يمكننا سماع القصف في الأحياء". وأعلنت وزارة الصحة في غزة أن 125 فلسطينيًا قتلوا في الهجمات الإسرائيلية خلال ال 24 ساعة الماضية، ليصل إجمالي عدد القتلى إلى 22438. أصدرت منظمة المساعدة الطبية للفلسطينيين ولجنة الإنقاذ الدولية بيانًا مشتركًا ذكرت فيه أن النظام الصحي في غزة "على وشك الانهيار الكارثي". صرحت منظمة أطباء بلا حدود أن القصف الإسرائيلي بالقرب من مستشفى الأقصى كان يخلق ظروفًا خطيرة. صرح أحد أطباء منظمة أطباء بلا حدود، "لقد اضطررنا إلى نقل أنشطة تضميد الجروح من الخيمة في ساحة المستشفى إلى داخل المبنى لحماية الموظفين والمرضى. من المستشفى، يمكننا سماع القصف في الأحياء". أعلنت وزارة الصحة في غزة عن مقتل 125 فلسطينياً في هجمات إسرائيلية خلال الـ 24 ساعة الماضية، ليرتفع إجمالي القتلى إلى 22438.
5 يناير: وردت أنباء عن قصف إسرائيلي بالقرب من مستشفى النصر، وأدان الاتحاد الدولي لجمعيات الصليب الأحمر والهلال الأحمر الهجمات الإسرائيلية على مستشفى الأمل ومقر الهلال الأحمر الفلسطيني،  مما أسفر عن مقتل ما مجموعه سبعة أشخاص وجُرح أحد عشر. وأنشأت منظمة أطباء بلا حدود مستشفى ميدانيًا في رفح وقالت: "الموظفون راكعون وملطخون بالدماء على الأرض في محاولة لإنقاذ حياة شخص ما، بل وحتى التنبيب على الأرض". تم الإبلاغ عن قصف إسرائيلي بالقرب من مستشفى النصر. أدان الاتحاد الدولي لجمعيات الصليب الأحمر والهلال الأحمر الهجمات الإسرائيلية على مستشفى الأمل ومقر الهلال الأحمر الفلسطيني. قُتل ما مجموعه سبعة أشخاص وجُرح أحد عشر. أنشأت منظمة أطباء بلا حدود مستشفى ميدانيًا في رفح، قائلة: "يركع الموظفون حرفيًا في دمائهم على الأرض لمحاولة إنقاذ حياة شخص ما، حتى أنهم يقومون بإنعاش القلب على الأرض".
6 يناير: أفاد طبيب في مستشفى الأقصى أن قتالًا عنيفًا اقترب من المستشفى، معربًا عن خوفه من أن "يفعل الجيش الإسرائيلي هناك ما فعلوه في مستشفى الشفاء والمستشفى الإندونيسي"، فيما أصيب رجل نازح برصاصة قناص إسرائيلي في صدره أمام مستشفى الأمل. وأفادت وزارة الصحة في غزة بأن غرف العمليات في مستشفى الشفاء قد أعيد فتحها. أفاد أحد الأطباء في مستشفى الأقصى عن اندلاع قتال عنيف يقترب من المستشفى، معربًا عن خوفه من أن "يفعل الجيش الإسرائيلي هناك ما فعله في الشفاء والمستشفى الإندونيسي". أصيب رجل نازح برصاصة في صدره من قناص إسرائيلي أمام مستشفى الأمل. أفادت وزارة الصحة في غزة بإعادة فتح غرف العمليات في مستشفى الشفاء.
7 يناير: ذكر المكتب الإعلامي في غزة أن هناك 6 ألف جريح ينتظرون الموافقة على تلقي العلاج في مصر، وأفادت جمعية الهلال الأحمر الفلسطيني أنها تستخدم المشاعل لعلاج الجرحى. واضطرت جمعية العون الطبي للفلسطينيين ولجنة الإنقاذ الدولية إلى إخلاء مستشفى شهداء الأقصى، حيث ذكرت وكالة المغرب العربي للأنباء أن "الجيش الإسرائيلي أسقط منشورات تحدد المناطق المحيطة بالمستشفى بأنها 'منطقة حمراء'". وذكرت وزارة الصحة في غزة أن الطائرات الإسرائيلية بدون طيار كانت تطلق النار على "أي شيء يتحرك"، وكانت تهدف إلى تعطيل المستشفى، بينما أفادت منظمة "أنقذوا الأطفال" أن 13 من أصل 36 مستشفى في غزة ما زالت تعمل جزئيًا. أفاد مكتب الإعلام في غزة أن هناك 6000 جريح ينتظرون الموافقة على تلقي العلاج في مصر. أفادت جمعية الهلال الأحمر الفلسطيني أنها تستخدم المشاعل لعلاج الجرحى. اضطرت منظمة المساعدة الطبية للفلسطينيين ولجنة الإنقاذ الدولية إلى إخلاء مستشفى شهداء الأقصى، حيث ذكرت منظمة MAP أن "الجيش الإسرائيلي ألقى منشورات تحدد المناطق المحيطة بالمستشفى باعتبارها "منطقة حمراء". وذكرت وزارة الصحة في غزة أن الطائرات بدون طيار الإسرائيلية كانت تطلق النار على "أي شيء يتحرك"، وكانت تهدف إلى تعطيل المستشفى. ذكرت منظمة "أنقذوا الأطفال" أن 13 من أصل 36 مستشفى في غزة لا تزال تعمل جزئيًا.
8 يناير:
- بحسب ما ورد فتحت طائرات بدون طيار النار على الناس بالقرب من مستشفى الأقصى،[274] وأفاد طبيب في الأقصى قائلًا: "اضطررت للتعامل مع طفل مصاب بعدة طلقات نارية في صدره وواحدة في بطنه وحدي...وأخيرًا سمعنا طلقات نارية كثيرة حولنا. وكان علينا أن نترك الجميع خلفنا، وبكيت لأنني لم أعرف ماذا أفعل وأنا أتساءل عما سيحدث للناس هناك".[275] وفر النازحين من المنطقة المجاورة للمستشفى مع اقتراب القتال، [276] وقال طبيب إسعاف فلسطيني في مستشفى الأقصى: "يدخل مئات الأشخاص إلى المستشفى كل يوم... ورأيت مشاهد لم أرها من قبل في المستشفى، وأنا جراح منذ سنوات عديدة، لم أر شيئًا كهذا من قبل".[277] ووصف طبيب من منظمة أطباء بلا حدود الوضع في الأقصى بأنه "كارثي".[278]
- ذكرت منظمة الصحة العالمية أن إسرائيل رفضت طلبها بتسليم الإمدادات الطبية، مشيرة إلى أن "هذا يمثل الرفض الرابع لمهمة مستشفى العودة في جباليا ومخزن الأدوية المركزي في مدينة غزة منذ 26 ديسمبر، مما أدى إلى خروج خمس مستشفيات في شمال غزة من العمل دون إمكانية الوصول إلى الإمدادات والمعدات الطبية المنقذة للحياة".[279] وأفادت منظمة أطباء بلا حدود بأن موظفيها وأسرهم، ومن بينهم فتاة تبلغ من العمر خمس سنوات، أصيبوا جراء القصف الإسرائيلي على ملجأ لمنظمة أطباء بلا حدود.[280] ورد أن طائرات بدون طيار أطلقت النار على أشخاص بالقرب من مستشفى الأقصى.[281] "أفاد أحد الأطباء في مستشفى الأقصى: ""كان عليّ أن أتعامل مع طفل مصاب بعدة طلقات نارية في صدره وواحدة في بطنه فقط. شعرت بحزن شديد لأنه كان من الممكن إنقاذ هذا الطفل في الظروف العادية. أخيرًا سمعنا الكثير من طلقات الرصاص في كل مكان واضطررنا إلى ترك الجميع خلفنا. وبكيت حرفيًا لأنني لم أكن أعرف ماذا أفعل متسائلاً عما سيحدث للناس هناك"".[282] وورد أن النازحين فروا من محيط المستشفى مع اقتراب القتال من الأقصى.[283] وذكر أحد الأطباء في مستشفى الأقصى التابع لجمعية المساعدة الطبية للفلسطينيين: ""كان هناك عدة مئات من الأشخاص يتم إدخالهم كل يوم... كانت هناك مشاهد لم أرها من قبل في مستشفى، وأنا جراح منذ سنوات عديدة ولم أر شيئًا كهذا من قبل"".[284] ووصف أحد أطباء منظمة أطباء بلا حدود الوضع في مستشفى الأقصى بأنه ""كارثي"".[285] وذكرت منظمة الصحة العالمية أن إسرائيل رفضت طلبها بتسليم الإمدادات الطبية، وقالت: "هذا يمثل الرفض الرابع لبعثة إلى مستشفى العودة في جباليا ومستودع الأدوية المركزي في مدينة غزة منذ 26 ديسمبر/كانون الأول، مما ترك خمسة مستشفيات في شمال غزة دون الوصول إلى الإمدادات والمعدات الطبية المنقذة للحياة".[286] وأفادت منظمة أطباء بلا حدود أن موظفيها وأسرهم، بما في ذلك فتاة تبلغ من العمر خمس سنوات، أصيبوا في قصف إسرائيلي على ملجأ تابع لمنظمة أطباء بلا حدود.[287] وأفادت منظمة أطباء بلا حدود أن موظفيها وأسرهم، بما في ذلك فتاة تبلغ من العمر خمس سنوات، أصيبوا في قصف إسرائيلي على ملجأ تابع لمنظمة أطباء بلا حدود.[25]

9 يناير:
- أدانت منظمة أطباء بلا حدود الهجوم الإسرائيلي الذي وقع في اليوم السابق على ملجأ منظمة أطباء بلا حدود، قائلة إن الطفلة البالغة من العمر خمس سنوات قد ماتت.[288] وفي أحد مواقع التواصل الاجتماعي دعت الأونروا إلى وقف إطلاق النار، قائلة: "النظام الصحي ينهار بسرعة"، [289] وذكرت جمعية الهلال الأحمر الفلسطيني أنها انتشلت جثتي شخصين من مخيم المغازي.[290] وصرح منسق منظمة الصحة العالمية شون كيسي أن "ما نراه مثير للقلق حقًا حول الكثير من المستشفيات وتكثيف الأعمال العدائية، بالقرب من المستشفى الأوروبي. إننا نشهد انهيار النظام الصحي بوتيرة سريعة جدًا."[291]
- وقالت ممرضة في الأقصى إن معظم الأطباء فروا وأن المرضى الذين يصلون من غير المرجح أن يتلقوا العلاج.[292] أفادت وزارة الصحة في غزة أن 126 فلسطينيًا قتلوا في الهجمات الإسرائيلية خلال ال 24 ساعة الماضية، ليصل إجمالي عدد القتلى إلى 23,210.[293] وذكرت جمعية الهلال الأحمر الفلسطيني أنها انتشلت جثتي شخصين من مخيم المغازي.[294]

10 يناير:
- صرح طبيب يعمل في منظمة المعونة الطبية للفلسطينيين أن الهجمات الإسرائيلية جعلت مستشفى الأقصى غير صالح للاستخدام، [295] وزارت الصحفية هند خضري مستشفى الأقصى وقالت: "المستشفى مزدحم والفوضى تعم المكان... ولا يمكنك أن تتخيل كمية الدم التي رأيتها"،[296] وقُتل ما لا يقل عن أربعين شخصًا في قصف إسرائيلي بالقرب من مدخل مستشفى الأقصى.[297] أفاد الهلال الأحمر الفلسطيني أن غارة جوية إسرائيلية قتلت أربعة مسعفين ومريضين في سيارة إسعاف، وصرح رئيس منظمة الصحة العالمية تيدروس أدهانوم غيبريسوس بأنه فزع من الهجوم،[298] وذكر الهلال الأحمر أن أحد عشر من مسعفيه قتلوا على يد إسرائيل منذ 7 أكتوبر.[299]
- ذكرت منظمة الصحة العالمية أنها ألغت مهمة مساعدات إلى شمال غزة للمرة السادسة.[300] وفي منشور على وسائل التواصل الاجتماعي، قال رئيس الإغاثة الإنسانية بالأمم المتحدة مارتن غريفيثس: "يتعرض القطاع الصحي في غزة للاختناق ببطء مع استمرار تعرض المستشفيات لإطلاق النار".[301] صرح مدير الصليب الأحمر روبرت مارديني أن جميع المستشفيات تعاني من الانهيار التام لنظام الرعاية الصحية، مشيرًا إلى أنه أمر غير مقبول وخطير. وذكرت وزارة الصحة في غزة أنها تحقق في الإصابات الناجمة عن الأسلحة المحرمة دوليًا، وحذرت من أن 800 ألف شخص في شمال غزة "حُكم عليهم بالإعدام" بسبب انهيار نظام الرعاية الصحية،[302] ودمر الاحتلال المولدات الكهربائية في المستشفى الميداني التابع للهيئة الطبية الدولية في رفح.[303] صرحت منظمة الصحة العالمية أنها ألغت مهمة مساعدة إلى شمال غزة للمرة السادسة.[304] في منشور على وسائل التواصل الاجتماعي، صرح مارتن جريفيث، رئيس الإغاثة الإنسانية بالأمم المتحدة، "إن القطاع الصحي في غزة يختنق ببطء مع استمرار تعرض المستشفيات لإطلاق النار".[305] صرحت وزارة الصحة في غزة أنها تحقق في الإصابات الناجمة عن أسلحة محظورة دوليًا وحذرت من أن 800 ألف شخص في شمال غزة "حُكم عليهم بالإعدام" بسبب انهيار نظام الرعاية الصحية.[306] تم تدمير المولدات في مستشفى الميدان التابع لهيئة الطب الدولية في رفح.[307]

11 يناير: قال مسؤول سابق بوزارة الصحة في غزة في رفح إنه حول متجره إلى عيادة طبية مؤقتة للمساعدة في التعامل مع تدفق المرضى، ويستقبل 30 إلى 40 مريضًا يوميًا. صرح ستيفان دوجاريك أن ثلاثة أرباع مراكز الرعاية الصحية الأولية في غزة البالغ عددها 77 مركزًا لم تعد تعمل، قائلًا: "إن الأعمال العدائية المستمرة في دير البلح وخان يونس - إلى جانب أوامر الإخلاء في المناطق المجاورة - تعرض ثلاثة مستشفيات لخطر الإغلاق". ودعا تيدروس أدهانوم غيبريسوس إسرائيل للسماح لمنظمة الصحة العالمية بالوصول إلى شمال غزة، قائلًا: "لدينا الإمدادات والفرق والخطط الموضوعة... وما لا نملكه هو الوصول"، وأفاد مكتب الأمم المتحدة لتنسيق الشؤون الإنسانية أن 15 مستشفى فقط في غزة ما زالت تعمل.
12 يناير: انقطع التيار الكهربائي في مستشفى الأقصى بعد نفاد الوقود، وتعرض الأطفال حديثو الولادة للخطر،  وأفاد الهلال الأحمر الفلسطيني أن انقطاع الاتصالات يمنع العاملين الطبيين من الوصول إلى الجرحى، وقال ممثل منظمة أطباء بلا حدود: "إننا نحاصر تدريجيًا في محيط مقيد للغاية في جنوب غزة، في رفح، مع تضاؤل الخيارات لتقديم المساعدة الطبية الحيوية، في حين أن الاحتياجات تتزايد بشدة". وذكرت مي الكيلة أن شحنة من لقاحات شلل الأطفال وأدوية أخرى وصلت إلى غزة، وذكرت الأمم المتحدة أن إسرائيل تمنع وصول الإمدادات الطبية إلى شمال غزة. وتم إطلاق سراح مدير مركز إسعاف خان يونس من الحجز الإسرائيلي بعد 51 يومًا.
13 يناير: أفاد الهلال الأحمر الفلسطيني أن 180 امرأة يلدن يوميًا في "ظروف غير إنسانية"، وأنشأ الهلال الأحمر عيادات متنقلة في رفح وخان يونس للمساعدة في مواجهة تدفق المرضى إلى المستشفيات. أفادت وزارة الصحة في غزة أن ست سيارات إسعاف فقط كانت تعمل في غزة، وواجه المرضى الذين حاولوا الفرار من مستشفى الأقصى تحديات في الإخلاء بسبب قرب تواجد القوات الإسرائيلية. وتحدث طبيب في مستشفى الأقصى عن التحديات التي يواجهها الأطفال الخدج أثناء انقطاع التيار الكهربائي، ومعاناتهم من سوء التغذية، وشنت قوات الاحتلال هجمات عسكرية على المستشفى.
14 يناير: أفاد الهلال الأحمر الفلسطيني أنه استقبل 46 شاحنة مساعدات محملة بالطعام والمياه ومساعدات الإغاثة والإمدادات الطبية، وأعلن الهلال الأحمر أنه استأنف خدمات الطوارئ الطبية في مدينة غزة. ودعا تيدروس أدهانوم غيبريسوس إلى حماية مستشفيات غزة المتبقية، وكتب الأمين العام للصليب الأحمر، جاغان تشاباغين، "لقد عانى السكان المدنيون في غزة بما فيه الكفاية، والرعاية الصحية هي واحدة من آخر منارات الأمل المتبقية... إنها ضرورة إنسانية وأخلاقية لضمان حصول سكان غزة على الرعاية الصحية."  أطلقت القوات الإسرائيلية النار على المدنيين الفلسطينيين الذين حاولوا الوصول إلى الكمية المحدودة من المساعدات الإنسانية في غزة.
15 يناير: أفادت الأونروا أن ستة فقط من أصل 22 من مرافقها الصحية لا زالت تعمل في غزة، وذكرت جمعية الهلال الأحمر الفلسطيني أنها استأنفت نظام مكالمات الطوارئ رقم 101. وذكرت منظمة الصحة العالمية أن مستشفى الأقصى يعمل بـ 10 بالمائة فقط من موظفيه، بينما مجمع ناصر الطبي مكتظًا بأكثر من ضعف طاقته الاستيعابية،  وقال الدكتور مادس جيلبرت: "هذه كارثة منهجية من صنع الإنسان... وقد خططت لها ونفذتها الحكومة الإسرائيلية بدعم كامل من الولايات المتحدة... إنها أسوأ كارثة طبية من صنع الإنسان في التاريخ الحديث".
16 يناير: أفاد الهلال الأحمر الفلسطيني أنه تلقى 25 شاحنة مساعدات من الهلال الأحمر المصري، وفر النازحون من مجمع ناصر الطبي مع اقتراب القصف الإسرائيلي. كان المسعفون في خان يونس ومدينة غزة يكافحون للوصول إلى الجرحى بسبب القصف الإسرائيلي المكثف، وبقي الناس محاصرين تحت الأنقاض، وأدى القصف إلى تدمير مستشفى الأمل وخلق "حالة من الذعر". وأفادت منظمة الصحة العالمية عن ارتفاع في حالات التهاب الكبد الوبائي (أ) في غزة، وأفادت وزارة الصحة أن 350 ألف مريض بأمراض مزمنة حرموا من الأدوية. وأفاد مكتب الأمم المتحدة لتنسيق الشؤون الإنسانية أن "نقص الوقود اللازم للمياه والصرف الصحي والنظافة يزيد من مخاطر المخاطر الصحية والبيئية"، في حين أن "نقص الأدوية أدى إلى إضعاف وظائف المستشفيات الستة التي تعمل جزئيًا".
17 يناير: ذكرت منظمة أطباء بلا حدود أن الظروف في مجمع ناصر الطبي كارثية، حيث فر النازحون بالقرب من القصف الإسرائيلي العنيف، وذكرت منظمة العفو الدولية أن انقطاع الاتصالات لمدة ستة أيام قد عرض المدنيين للخطر، حيث لم تتمكن خدمات الإنقاذ من الوصول إلى الجرحى. وذكر ماجد الأنصاري أن المساعدات الطبية دخلت إلى قطاع غزة،  وقالت وزارة الصحة في غزة إن معدات فحص الدم أصبحت منخفضة. وتعرض المستشفى الميداني الأردني في خان يونس لأضرار جسيمة بسبب القصف الإسرائيلي، وقالت جمعية الهلال الأحمر الفلسطيني إن القوات الإسرائيلية أطلقت النار على سيارات الإسعاف التي كانت تحاول الوصول إلى السيارة المحترقة.
18 يناير: وصف أحد أطباء منظمة أطباء بلا حدود الأوضاع في مجمع ناصر الطبي بأنها لا تطاق، قائلًا: "يخضع المرضى للعمليات الجراحية على الأرض، وكذلك ينام المرضى والموظفون على الأرض، لأنهم يفضلون النوم في المستشفى بدلًا من المخاطرة بالذهاب إلى منازلهم التي قد لا تكون موجودة". وذكرت وزارة الصحة في غزة أن المساعدات الطبية التي تلقتها لا تغطي سوى 30 بالمائة فقط من الاحتياجات، وأفاد الهلال الأحمر الفلسطيني أنه تلقى ما مجموعه 5939 شاحنة مساعدات و88 سيارة إسعاف منذ بدء الحرب. وأكد الأطباء انتشار التهاب الكبد الوبائي سي في رفح بين النازحين،  وقال ممثل منظمة الصحة العالمية: "لقد رأيت أطفالًا ممتلئين بالشظايا يموتون على الأرض لعدم وجود الإمدادات في قسم الطوارئ، والعاملين في مجال الرعاية الصحية... لرعايتهم". وبحسب ما ورد كان يتم وضع الملح على الجروح لاستخدامه كمطهر. بقي خمسة عشر مستشفى فقط في غزة تعمل بشكل جزئي حيث قال ممثل منظمة الصحة العالمية: "في كل مرة ذهبت فيها إلى المستشفيات، رأيت أدلة، مرارًا وتكرارًا، على الكارثة الإنسانية المتزامنة التي تتكشف". واتهمت وزارة الخارجية الفلسطينية إسرائيل بارتكاب 15 "مجزرة" راح ضحيتها 172 شخصا خلال 24 ساعة تحت غطاء قطع الاتصالات في قطاع غزة.
19 يناير:
- ذكر الأردن أن إسرائيل استهدفت المستشفى الميداني مرة أخرى، وأطلقت النار داخله على العاملين في المستشفى، [354] وصرح أحد أطباء منظمة أطباء بلا حدود قائلًا: "إن تأثيرنا منخفض جدًا جدًا لأن هناك ما يقرب من مليوني شخص يحتاجون إلى الرعاية الصحية... وإذا قارنت بالاحتياجات الموجودة، فإن ما نقوم به هو في الحقيقة قطرة في محيط".[143] وأفاد الهلال الأحمر الفلسطيني أنهم يعملون على تنظيف وإصلاح مستشفى القدس في مدينة غزة بعد تعرضه لأضرار جراء الهجمات الإسرائيلية، قائلًا: "تعرض المستشفى لحريق، وتدمير جميع معداته ومحتوياته الطبية"،[355] وباعتباره مستشفى متوقفًا عن العمل، فقد ورد أن مستشفى الشفاء كان يستخدم كمركز إخلاء.[356] وذكر الهلال الأحمر أن إطلاق النار الإسرائيلي أدى إلى إصابة نازحين في مستشفى الأمل، [357] وأُجبر أحد الأطباء على بتر ساق ابنته دون تخدير.[358]
- قالت اليونيسيف إن وضع النساء الحوامل والأطفال حديثي الولادة في قطاع غزة يفوق الخيال، ويتطلب إجراءات مكثفة وفورية، وقد تفاقم الوضع الخطير بالفعل لوفيات الرضع والأمهات مع انهيار نظام الرعاية الصحية، [359] ووردت أنباء عن حالة من الذعر داخل مجمع ناصر الطبي مع اقتراب الجنود الإسرائيليين.[360] صرح تيدروس أدهانوم غيبريسوس أن "الظروف المعيشية غير الإنسانية ستمكن من انتشار التهاب الكبد A بشكل أكبر وتسلط الضوء على مدى خطورة البيئة على انتشار المرض، حيث بالكاد توجد مياه نظيفة ومراحيض نظيفة وإمكانية الحفاظ على نظافة المناطق المحيطة"، [361] وأدت غارة جوية إسرائيلية على مبنى سكني بالقرب من مستشفى الشفاء إلى مقتل 12 شخصًا وإصابة آخرين.[353]

20 يناير: أفاد صندوق الأمم المتحدة للسكان أن العاملين في المستشفى الإماراتي "يعملون بما يفوق طاقتهم بكثير في مساحة محدودة، وأن النساء اللاتي يتعافين من الولادة القيصرية يخرجن من المستشفى خلال يوم واحد"،  وأفادت التقارير أن عدد المستشفيات التي لا تزال تعمل "محدود للغاية". وقالت وزارة الصحة في غزة: "إن المساعدات التي تدخل قطاع غزة لا تلبي الاحتياجات الصحية الأساسية... ونحن نحاول التمييز بين الحالات بين الجرحى والمرضى لإنقاذ من نستطيع إنقاذهم"،  وتركزت الغارات الجوية في خان يونس في المناطق المحيطة بمجمع ناصر الطبي والمستشفى الميداني الأردني.
21 يناير: أعرب أطباء مجمع ناصر الطبي عن مخاوفهم من تعرض مستشفاهم لحصار مماثل لما حدث في مستشفى الشفاء، حيث قال رئيس قسم الحروق: "أدعو الله ألا يحدث هذا... أعلم أن إسرائيل قد تجاوزت بالفعل كل الخطوط الحمراء... ولكن هذا هو المستشفى الرئيسي في جنوب غزة، وآمل ألا يحدث هذا، إذا حدث ذلك، فلا أستطيع أن أخبركم بمدى الكارثة التي قد تحدث"، وتم علاج حوالي 1000 جريح في مستشفى ميداني فرنسي قبالة سواحل مصر.
22 يناير: واصل الجنود الإسرائيليون بالتقدم نحو مستشفى ناصر،  وأفاد الهلال الأحمر الفلسطيني أن المستشفى تعرض للهجوم، مثل جميع المستشفيات الأخرى في جنوب غزة. كما أفاد الهلال الأحمر أن جيش الاحتلال الإسرائيلي يهاجم مركز الإسعاف في خان يونس، مما يمنع المسعفين من الوصول إلى الجرحى، وأنه فقد الاتصال بفريق الإسعاف التابع له في خان يونس. وذكرت وزارة الصحة في غزة أن الجنود الإسرائيليين داهموا مستشفى الخير واعتقلوا العاملين الطبيين، وأفاد الهلال الأحمر عن مقتل ما لا يقل عن 50 شخصًا جراء الهجمات الإسرائيلية في غرب خان يونس.
23 يناير:
- ذكرت منظمة أطباء بلا حدود أن الأحياء المجاورة لمستشفى ناصر، والتي تتضمن مستشفى ناصر، تلقت أوامر من جيش الاحتلال الإسرائيلي بالإخلاء، [373] وأفاد مارتن غريفيث أن المسعفين في مستشفى ناصر يعملون "بينما يتساقط الحطام على رؤوسهم".[374] وذكرت منظمة الصحة العالمية أنها تمكنت من إيصال الوقود إلى الشفاء للمرة الأولى منذ 12 يناير، وأفاد مكتب الأمم المتحدة لتنسيق الشؤون الإنسانية أن المستشفى أصبح فعليا مأوى للنازحين.[375][376] ومنع الاحتلال المسعفون من الوصول إلى جثث القتلى بعد غارات في خان يونس، [377] وأفاد أحد العاملين الطبيين بوجود صعوبات بسبب الطرق المدمرة وانقطاع الاتصالات في المدينة، [378] وقال متحدث باسم وزارة الصحة في غزة إن جيش الاحتلال الإسرائيلي عزل مستشفى ناصر تمامًا.[379]
- قُتل شخص واحد وجُرح اثني عشر شخصًا بعد هجوم للجيش الإسرائيلي على مستشفى الأمل، [380] وأفاد موظفو أطباء بلا حدود أن المرضى في المستشفى الأوروبي ومستشفى ناصر يموتون أثناء علاجهم في المستشفى بسبب الظروف غير الصحية ونقص الموظفين.[381] وقال الهلال الأحمر "ما زلنا نشعر بقلق بالغ بشأن سلامة وحداتنا في خان يونس... فقد كان هناك استهداف منهجي لمباني جمعية الهلال الأحمر الفلسطيني ومنشآت الرعاية الصحية من قبل قوات الاحتلال الإسرائيلية منذ بداية الحرب"،[382] وصرح تيدروس أدهانوم غيبريسوس أنه يشعر بقلق عميق بشأن القتال بالقرب من مستشفى الأمل والغارة الإسرائيلية على مستشفى الخير. ودعت حماس الأمم المتحدة والصليب الأحمر ومنظمة الصحة العالمية إلى التدخل الفوري وتحمل مسؤولياتهم لوقف الهجمات الإسرائيلية على مستشفيات غزة.[383]

24 يناير: أفاد الهلال الأحمر أن جيش الاحتلال الإسرائيلي فرض حظر التجول على مستشفى الأمل، وقالت وزارة الصحة في غزة أن مستشفى ناصر معزول، وأن نحو 400 مريض بالسكري لم يتمكنوا من تلقي علاج الأنسولين. وقصفت الدبابات والطائرات بدون طيار الأشخاص الفارون من مستشفى ناصر،  وأفادت منظمة الصحة العالمية أن سبعة مستشفيات في شمال غزة وسبعة في جنوب غزة تعمل بشكل جزئي. أفاد الدفاع المدني في غزة أن الآلاف ماتوا بسبب نقص إمدادات الإسعافات الأولية،  وقُتل ثلاثة مدنيين في غارة جوية على مقر جمعية الهلال الأحمر الفلسطيني. ذكرت منظمة أطباء بلا حدود أن إجلاء آلاف المرضى من مستشفى ناصر أمر خطير للغاية.
25 يناير: أفادت وزارة الصحة في غزة عن قصف بالقرب من مستشفى ناصر،  وقال أطباء مستشفى ناصر أنهم يعالجون المرضى بواسطة المصابيح اليدوية. وقال ممثل منظمة الصحة العالمية: "العديد من المستشفيات لا تعمل، ولا يوجد موظفون متخصصون، ولا يوجد دواء، وفي كثير من الحالات يكون من المستحيل الوصول إلى المستشفيات بسبب تلف الطرق"،  وذكرت هيئة جودة البيئة أن ثلثي الفلسطينيين في قطاع غزة يعانون من أمراض تنتقل عن طريق المياه. وقالت اللجنة الدولية للصليب الأحمر "إن التأثير التراكمي على النظام الصحي مدمر ويجب اتخاذ إجراءات عاجلة"،  وأفاد مكتب الأمم المتحدة لتنسيق الشؤون الإنسانية أن القوات الإسرائيلية تحاصر ثلاثة مستشفيات ومركز إسعاف الهلال الأحمر. وقال عمر عبد المنان المؤسس المشارك لمنظمة أصوات الأطباء في غزة، إن نظام الفرز "انهار بشكل جيد وحقيقي في غزة".
26 يناير: ذكرت منظمة أطباء بلا حدود أنه "لم يعد هناك نظام رعاية صحية في غزة"، وأفاد الهلال الأحمر الفلسطيني عن قصف متكرر لثلاثة أيام حول مقره. وقال متحدث باسم وزارة الصحة في غزة إن إسرائيل تتعمد إصابة مستشفيي الأمل وناصر بالشلل،  وأفادت الأونروا عن ارتفاع في حالات التهاب الكبد الوبائي (أ) في مخيمات النازحين داخليًا. وأصيب بوابة مستشفى الأمل بنيران الدبابات الإسرائيلية. وأعلنت وزارة الصحة نفاذ الغذاء والتخدير والمسكنات من مستشفى ناصر موضحة أن "هناك 150 من الكوادر الصحية و350 مريضًا ومئات الأسر النازحة في مجمع ناصر الطبي في ظروف كارثية من مجاعة واستهداف وغياب العلاج"،  وقال أحد المتطوعين في لجنة الإنقاذ الطبية الطارئة: "كل شيء محدود، بما في ذلك المياه النظيفة والأغذية وشاحنات المساعدات، التي لن تسمح القوات الإسرائيلية بدخولها عبر رفح". وأزال الهلال الأحمر 1 كيلوغرام (2.2 رطل) من الشظايا من كتف رجل،  وصرح المتحدث باسم منظمة الصحة العالمية طارق جاساريفيتش أنه لا توجد أدوية ومن المستحيل الوصول إلى المستشفيات في كثير من الحالات. أبلغ الهلال الأحمر الفلسطيني عن يوم ثالث من القصف حول مقره. أصدرت محكمة العدل الدولية حكماً بشأن قضية الإبادة الجماعية التي رفعتها جنوب إفريقيا ضد إسرائيل بشأن صراع غزة، وأمرت الأخيرة ببذل كل ما في وسعها لمنع الموت والدمار وأعمال الإبادة الجماعية. ومع ذلك، لم تأمر إسرائيل بوقف العمليات العسكرية هناك.
27 يناير: قال المدير التنفيذي للاتحاد الدولي للصليب الأحمر أن "استمرار تصاعد القتال العنيف في محيط مستشفى الأمل التابع للهلال الأحمر الفلسطيني في خان يونس، أدى لإعاقة وصول فرق جمعية الهلال الأحمر الفلسطيني إلى المحتاجين"،  ومنع القناصة أي شخص من مغادرة مستشفى الأمل. وذكر مدير بمستشفى ناصر أن 95 بالمائة من العاملين قد تم إجلاؤهم،  وذكرت وزارة الصحة في غزة أن طائرات بدون طيار إسرائيلية دمرت خزانات المياه الخاصة بمسشفى ناصر. وأدان الهلال الأحمر الهجمات الإسرائيلية على مستشفى الأمل. نفذ حزب الله 14 هجومًا استهدف في المقام الأول القوات العسكرية الإسرائيلية والبنية التحتية.
28 يناير: أفادت وزارة الصحة في غزة عن تراكم النفايات الطبية وغير الطبية في مستشفى ناصر،  كما أفادت الوزارة أن ناصر لم يبقى لديها مواد تخدير وأن مستوى الدم أنخفض بشكل خطير. ودُفن الأطفال في مقبرة جماعية بمستشفى ناصر،  وذكر الهلال الأحمر الفلسطيني أن فرقه في مستشفى الأمل لم تتمكن من إجراء العمليات الجراحية بسبب نقص الأكسجين.
29 يناير: صرح المدير التنفيذي للاتحاد الدولي لجمعيات الصليب الأحمر والهلال الأحمر أن اهتماماته الرئيسية هي "انهيار النظام الصحي، والانتشار المقلق للأمراض وخطر المجاعة المتزايد يوميًا"،  وقال رئيس قسم الحروق في مستشفى ناصر: "إذا بدأت القوات الإسرائيلية بالهجوم على المستشفى، فإن المرضى سيبقون في أسرتهم حتى يموتوا... إنه مثل حكم الإعدام". وقال طبيب في مستشفى غزة الأوروبي أن النظام الصحي في غزة منهار، ونحن نبذل قصارى جهدنا لإنقاذ الأرواح. أطلقت عشرة صواريخ على الأقل باتجاه وسط إسرائيل.
30 يناير: سلمت منظمة أطباء بلا حدود 19 ألف لتر (5000 جالون) من الوقود لمستشفى الشفاء،  وأفاد الهلال الأحمر الفلسطيني بأن دبابات جيش الاحتلال الإسرائيلي أغارت على مستشفى الأمل وأجبرت النازحين على الإخلاء فورًا وأحرقت خيامهم. وفقد الهلال الأحمر الفلسطيني الاتصال بفريق كان يحاول إنقاذ فتاة في السادسة من عمرها،  وحذرت مي الكيلة من أن غزة معرضة لخطر الانتشار السريع للأوبئة. فيما داهمت قوات إسرائيلية بملابس مدنية مستشفى ابن سينا التخصصي في جنين، الضفة الغربية.
31 يناير: أعلنت وزارة الصحة في غزة نفاذ الغذاء من مجمع ناصر الطبي ومستشفى الأمل،  وخرج مستشفى الأمل عن الخدمة تمامًا. أفادت وزارة الصحة في غزة أن 150 فلسطينياً قُتلوا في هجمات إسرائيلية خلال الساعات الأربع والعشرين الماضية، مما رفع حصيلة القتلى إلى 26900. اتهم المسؤولون الفلسطينيون إسرائيل بارتكاب المزيد من عمليات القتل الميداني بعد اكتشاف مقبرة جماعية تحتوي على جثث 30 شخصاً قُتلوا بالرصاص وهم معصوبي الأعين ومقيدي الأيدي. أصاب مستوطنون إسرائيليون مسلحون طفلين فلسطينيين بالقرب من قرية سوسيا جنوب الخليل.

### فبراير
1 فبراير: أفادت منظمة الصحة العالمية بأنها زودت وكالة غوث وتشغيل اللاجئين الفلسطينيين (الأونروا) بنظام إنذار مبكر للكشف عن تفشي الأمراض في حالات الطوارئ. كما أشار أحد أطباء منظمة أطباء بلا حدود إلى أن المشاهد المحيطة بمجمع ناصر كارثية، وأنها من أشد الأشياء دمارًا التي شاهدها من قبل. وأفاد المسعفون بوجود صعوبة في إنقاذ الأرواح بسبب شدة القتال في خان يونس.
2 فبراير: ذكرت الأمم المتحدة أن مستشفيي ناصر والأمل يواجهان "نقصًا خطيرًا في الأكسجين". أفادت وزارة الصحة في غزة بمقتل 112 فلسطينيًا في هجمات إسرائيلية خلال الـ 24 ساعة الماضية، مما رفع حصيلة القتلى إلى 27131.
4 فبراير: أشار الهلال الأحمر الفلسطيني إلى نفاد الغذاء والوقود في مستشفى الأمل، وأن "الإمدادات الطبية والأدوية وصلت إلى الصفر، مع نقص كبير في الأدوية الأساسية للأمراض المزمنة".
5 فبراير: مُنح النازحون في مستشفى الأمل ممرًا آمنًا للفرار إلى رفح. وذكر الهلال الأحمر أنه تم إجلاء 8 ألف شخص.
6 فبراير: أفادت الجمعية الفلسطينية للهيموفيليا بأن 4 أشخاص فقط من أصل 200 مصاب بالهيموفيليا تم إجلاؤهم من غزة. كما أشارت وزارة الصحة في غزة إلى أن المولدات الكهربائية في مستشفى ناصر سوف تنفد منها الوقود خلال أيام قليلة، مع تدهور الوضع ونفاد الطعام. وأفاد الهلال الأحمر أن مستشفى الأمل نفد منه الوقود والأكسجين وجميع الإمدادات الطبية، وأن 43 شخصًا قتلوا منذ بدء الحصار الإسرائيلي. كما أفادت منظمة الصحة العالمية عن "تدهور سريع في مستشفى الشفاء بسبب تكثيف الأعمال العدائية".
7 فبراير: ذكرت وزارة الصحة في غزة أن 11 ألف شخص في حاجة ماسة إلى الإجلاء الطبي. كما أفاد مكتب الأمم المتحدة لتنسيق الشؤون الإنسانية أن مستشفى ناصر لم يتبق لديه سوى أربعة أيام من الوقود في احتياطياته.
8 فبراير: أشارت منظمة الصحة العالمية إلى أن مستشفى الشفاء يعمل في ظل "الحد الأدنى من الوظائف" بسبب القتال القريب،  وصرحت وزيرة التنمية الدولية النرويجية آن بيث تفينريم أن "الخدمات الصحية انهارت. وبالإضافة إلى كل تداعيات الحرب، يموت الكثيرون بسبب الأمراض المعدية ونقص الرعاية الصحية".
9 فبراير: داهمت القوات الإسرائيلية مستشفى الأمل،  وذكرت جمعية الهلال الأحمر الفلسطيني أنها فقدت الاتصال تمامًا بفرقها في مستشفى الأمل.
11 فبراير: أفادت جمعية الهلال الأحمر الفلسطيني بأن ثلاثة مرضى لقوا حتفهم في مستشفى الأمل بسبب منع القوات الإسرائيلية وصول إمدادات الأكسجين إلى المستشفى.
12 فبراير : صرح طبيب في مستشفى غزة الأوروبي بأن الظروف في المستشفى كانت "كارثة كاملة" وأن "النظام الصحي في غزة قد انهار".
13 فبراير: وصف طبيب من منظمة أطباء بلا حدود الأوضاع المتدهورة في رفح قبل الغزو الإسرائيلي المخطط له قائلًا: "سنموت جميعًا، جميعنا. ونأمل أن نتوقف قريبًا عن المعاناة التي نعيشها في كل ثانية". كما أشارت منظمة الصحة العالمية إلى أن هناك 20 ألف شخص لجأوا إلى مستشفى غزة الأوروبي ووصفته بأنه "مكتظ ويعاني من نقص الإمدادات". واندلع حريق بالقرب من مستشفى ناصر امتد إلى مخزن المعدات الطبية، مما أدى إلى حرق 80 بالمائة من مستلزماته الطبية. كما لقي طفل يبلغ من العمر 10 أعوام حتفه بعد نفاد الوقود من ناصر لتشغيل مولده.
14 فبراير: ذكرت منظمة الصحة العالمية أن إسرائيل تمنع المجموعة من الوصول إلى مستشفى ناصر منذ 29 يناير، على الرغم من التقارير التي تفيد بوقوع إصابات في صفوف المدنيين. وقال طبيب في المستشفى الأوروبي في خان يونس: "لقد انهار النظام برمته. إننا نفقد الكثير من المرضى، معظم الوقت بسبب نقص المعدات والعاملين الطبيين".
15 فبراير: أشار مكتب الأمم المتحدة لتنسيق الشؤون الإنسانية إلى أن "مستشفى الأمل لا يزال يعاني من النقص الحاد في الوقود والإمدادات الطبية وليس لديه حاليًا سوى غرفة عمليات واحدة فقط". كما ذكرت منظمة الصحة العالمية أنه لم تعد هناك مستشفيات تعمل بكامل طاقتها في قطاع غزة.
16 فبراير : قال طبيب أمريكي يعمل في غزة: "اضطررت هذا الصباح لإجراء عملية جراحية دون أي عباءات، واضطررت إلى القيام بذلك وأنا أرتدي ملابسي. لقد رأيت مرضى يعانون من حروق طفيفة ينتهي بهم الأمر إلى الموت لعدم وجود رعاية، ولا شيء متاح لتزويدهم بالرعاية، تدخل إلى الجناح ونحن نمارس الطب في القرن الثامن عشر هنا".
17 فبراير : ذكر المكتب الإعلامي في غزة أن هناك 11 ألف جريح بحاجة إلى العلاج في الخارج، و700 ألف شخص مصاب بأمراض معدية، و60 ألف امرأة حامل معرضة للخطر، و350 ألف شخص مصاب بأمراض مزمنة يفتقرون إلى الأدوية، و10 آلاف مريض بالسرطان دون علاج. كما أشار المدير التنفيذي للنداء الفلسطيني الموحد إلى أن المنظمة كانت تستكشف خيارات التطبيب عن بعد والخدمات المتنقلة، لكن الكهرباء كانت شحيحة بشكل متزايد. وصرح المدير القُطري لمنظمة المرأة من أجل المرأة الدولية في فلسطين بأن نقص المياه النظيفة والصرف الصحي أدى إلى تفشي الأمراض مثل الإسهال، بسبب سوء النظافة، والجرب، والقمل والطفح الجلدي في تزايد، ولم يكن لدى مرضى غسيل الكلى والآلاف من مرضى السرطان أي علاج. كما ذكرت وزارة الصحة في غزة أن 22 عيادة حكومية أو تابعة للأونروا تعمل.
18 فبراير : أفادت منظمة الصحة العالمية بأن مستشفى ناصر في قطاع غزة لم يعد قادرًا على تقديم الخدمات الصحية للمرضى، وأنه توقف عن العمل. وعزا تيدروس أدهانوم غيبريسوس المدير العام لمنظمة الصحة العالمية، عدم قدرة المستشفى على مواصلة نشاطه إلى الحصار والغارات الإسرائيلية على المجمع. وكتب يوسف العتيبة سفير دولة الإمارات العربية المتحدة لدى الولايات المتحدة الأمريكية، معلقًا على الوضع: "لقد انهار النظام الصحي". كما تم إنشاء مستشفى ميداني في مدينة رفح. وصرح جاغان شاباجين الأمين العام والمدير التنفيذي للاتحاد الدولي لجمعيات الصليب الأحمر والهلال الأحمر بأن حالة الرعاية الصحية في قطاع غزة "تجاوزت الوضع الحرج". فضلًا عن ذلك فقد قصف الجيش الإسرائيلي مستشفى الأمل في القطاع.
19 فبراير : صرح ممثل منظمة الصحة العالمية ريك بيبيركورن قائلًا: "يجب أن يتوقف تدهور الخدمات الصحية. ولقد تواصلت عدة دول في المنطقة وحتى في أوروبا، وهي على استعداد لاستقبال المرضى. ونقدر أن هناك ما لا يقل عن 8000 مريض بحاجة إلى الإحالة إلى خارج قطاع غزة".
20 فبراير: ذكرت وكالة غوث وتشغيل اللاجئين الفلسطينيين (الأونروا) أن سبعة فقط من مرافقها الصحية البالغ عددها 23 في جنوب ووسط قطاع غزة ما زالت تعمل. كما صرح نائب مدير مستشفى الهلال الإماراتي للولادة في رفح بأن العديد من الأطفال المبتسرين توفوا في المستشفى، وقال: "لقد دُمر القطاع الصحي بالكامل". كما ورد أن مستشفى الأقصى، وهو المستشفى الوحيد المتبقي في منطقة دير البلح، كان مكتظًا بالمرضى.
21 فبراير: قال أحد العاملين الطبيين الأستراليين في منظمة أطباء بلا حدود: "الجميع هنا يكافحون، وهذا الوضع الذي نشهد فيه ضحايا يعتنون بضحايا آخرين. ولا يوجد أحد هنا لا يحتاج إلى المساعدة".
22 فبراير: تحدث كريس لوكيير مدير منظمة أطباء بلا حدود، أمام مجلس الأمن التابع للأمم المتحدة قائلًا: "لا يوجد نظام صحي يمكن الحديث عنه في قطاع غزة. لقد قام الجيش الإسرائيلي بتفكيك المستشفيات واحدًا تلو الآخر. وما تبقى هو القليل جدًا في مواجهة هذا الوضع المأساوي الذي يشبه المذبحة". كما أفاد الأطباء في مستشفى الشفاء بأن الأوضاع أصبحت "تسوء يومًا بعد يوم".
23 فبراير : ذكرت وزارة الصحة في قطاع غزة أن 350 ألف مريض مزمن، و60 ألف امرأة حامل، و700 ألف طفل في القطاع يواجهون مضاعفات صحية خطيرة بسبب سوء التغذية والجفاف وانهيار نظام الرعاية الصحية. كما ذكرت منظمة أطباء بلا حدود أن إسرائيل كانت تشن "حربًا بلا حدود". ووجدت كلية لندن للصحة والطب الاستوائي ومركز جونز هوبكنز للصحة الإنسانية في جامعة جونز هوبكنز أن استمرار الحرب في الوضع الراهن سيؤدي إلى ما بين 58,260 و74,290 حالة وفاة زائدة.
24 فبراير: أفاد الأطباء في مستشفى الأقصى بإحساسهم بالإرهاق جراء الأعداد الكبيرة من المرضى الوافدين بعد الغارات على دير البلح. وشرح أحد الأطباء الخدمة في حرب أوكرانيا وفي غزة قائلاً: "المستشفيات في أوكرانيا كثيرة العدد وواسعة المساحة ومجهزة تجهيزًا جيدًا، الأمر الذي يرفع من احتمالات بقاء الطواقم الطبية والجرحى على قيد الحياة، عكس الحال في غزة".
25 فبراير: لم يبق أي مرفق صحي عامل في خان يونس.
26 فبراير: أفادت منظمة أطباء بلا حدود بقيام موظفيها ببناء معداتهم الطبية الخاصة بسبب شح الإمدادات الطبية المتبقية في غزة. كما أعلن الهلال الأحمر الفلسطيني تعليق جميع البعثات الطبية لمدة 48 ساعة لعدم قدرته على ضمان سلامة موظفيه.
27 فبراير: أفاد الهلال الأحمر الفلسطيني بظهور علامات الأمراض المعدية على مئات الأشخاص في جباليا.
28 فبراير: صرح مدير منظمة أطباء بلا حدود قائلاً: "لقد هوجمت الرعاية الصحية وهي تنهار. النظام بأكمله ينهار. نحن نعمل من الخيام ونحاول القيام بما في وسعنا". وأُعلن خروج مستشفى كمال عدوان عن الخدمة تمامًا،  كما أعلن مستشفى العودة وهو آخر مستشفى يعمل في شمال غزة عن تعليق كافة الخدمات الطبية بسبب نقص الوقود والإمدادات الطبية. وفقد ستة أطفال فلسطينيين في غزة حياتهم بسبب سوء التغذية، في ظل تحذيرات من احتمال مواجهة الفلسطينيين للمجاعة في الأيام المقبلة كنتيجة مباشرة للحصار الإسرائيلي.
29 فبراير: ذكر الهلال الأحمر الفلسطيني أن العديد من ضحايا مجزرة الرشيد لن يتلقوا العلاج المناسب لأن "الأعداد كانت فوق طاقتنا، والقطاع الصحي في غزة برمته ينهار، ونفد الوقود". وبسبب نقص الإمدادات الطبية والعاملين الطبيين، تم الإبلاغ عن حالات وفاة في عدة مستشفيات قبل أن يفحصها الموظفون. وفي حادثة مجزرة دوار النابلسي والمعروفة أيضًا باسم مذبحة الدقيق، قُتل ما لا يقل عن 118 مدنيًا فلسطينيًا وجُرح ما لا يقل عن 760 عندما فتحت القوات الإسرائيلية النار على الأشخاص المتجمعين لتلقي المساعدات، وقتلت المئات منهم، وتوفي الكثير متأثرين بجراحهم الناجمة عن إطلاق النار، والبعض الآخر بسبب الذعر الجماعي.

### مارس
1 مارس: صرّح كريستيان ليندماير، المتحدث باسم منظمة الصحة العالمية، قائلاً: "إن النظام في غزة على وشك الانهيار. إنه أكثر من مجرد انهيار. لقد قُطعت جميع شرايين الحياة في غزة بشكلٍ أو بآخر".
3 مارس: أفاد الهلال الأحمر الفلسطيني أن مستشفى الأمل على وشكِ نفادِ الإمدادات، قائلاً: "إن القصف وإطلاق النار المستمر حول المستشفى أو استهدافه بشكلٍ مباشرٍ يُعرّض سلامة المرضى والفرق الطبية للخطر".
4 مارس: أفاد طبيبٌ كنديّ عائدٌ من غزة بعد أسبوعين من العمل فيها عن حالاتٍ كبيرةٍ من "الأمراض المعدية، مثل التهابات الجهاز التنفسي وأمراض الجهاز الهضمي، بما في ذلك تفشٍّ كبيرٌ لالتهاب الكبد الوبائيّ أ". وبعد زيارةِ منظمةِ الصحةِ العالميةِ لمستشفييْ الـعودة وكمال عدوان، أفاد تيدروس أدهانوم غيبريسوس عن "مستوياتٍ حادّةٍ من سوءِ التغذية، ووفاةِ أطفالٍ بسببِ الجوع، ونقصٍ حادٍّ في الوقودِ والغذاءِ والإمداداتِ الطبية، وتدميرِ مباني المستشفيات".
6 مارس: قالت منظمة الصحة العالمية إن 8 ألف جريح في غزة بحاجةٍ إلى إحالاتٍ لتلقّي العلاج خارج غزة.
9 مارس: قال تيدروس أدهانوم غيبريسوس، المدير العام لمنظمة الصحة العالمية: "لقيَ ما يقربُ من 31 ألفَ شخصٍ حتفَهم، وأصيبَ أكثرُ من 72 ألفًا، وفُقِدَ الآلاف. 406 هجوم على مرافقِ الرعايةِ الصحية، و118 عاملًا صحيًّا رهنَ الاحتجاز، وواحدٌ من كلّ ثلاثةِ مستشفياتٍ يعملُ جزئيًّا أو بشكلٍ ضئيلٍ فقط. الا يكفي هذا؟ ".
10 مارس: أفاد مستشفى شهداء الأقصى أنه لا يمكنه استقبال مرضى جدد بسبب نقص الإمدادات الطبية، مشيرًا إلى أنه لم يعد بإمكانه تقديم رعاية جيدة.
11 مارس: أفاد مكتب تنسيق الشؤون الإنسانية التابع للأمم المتحدة (أوتشا) بأنّ مستشفى الأهلي ومستشفى الصحابة في مدينة غزة تعرّضا لضغطٍ هائلٍ بسببِ الأضرارِ الهيكليةِ ونقصِ الموظفينَ والإمدادات. وقالتْ وزارةُ الصحةِ في غزة إنّ 2000 من موظفيها الطبيينَ في شمالِ غزةِ يواجهونَ خطرَ الموتِ جوعًا بسببِ المجاعة. وقدّمتْ منظمةُ الصحةِ العالميةِ إمداداتٍ طبيّةً وموادًا غذائيّةً و24050 لترًا من الوقودِ إلى مستشفى الشفاء. وأبلغَ المرضى عن صعوبةِ العثورِ على علاجِ غسيلِ الكلى وتلقّيهِ بسببِ نقصِ الإمداداتِ والموظفين.
14 مارس: ذكرتْ وكالة الأونروا أنّ 12 مستشفى لا تزالُ تعملُ جزئيًّا في غزة، ولا يُقدّمُ سوى اثنينِ منها رعايةَ الأمومة.
16 مارس: صرّح رئيسُ الاتحادِ الدوليّ لجمعياتِ الصليبِ الأحمرِ والهلالِ الأحمرِ قائلاً: "إنّ وضعَ الرعايةِ الصحيةِ على وشكِ الانهيارِ معَ مواجهةِ المستشفياتِ لظروفٍ يائسة". وقالَ أحدُ موظفي منظمةِ أطباءٍ بلا حدود: "إنّ الوضعَ الحاليّ في غزة كارثيّ ولا يمكنُ للكلماتِ وصفَه". وقالَ الدكتورُ جيمس سميث، وهوَ موظفٌ سابقٌ في مستشفى الأقصى، إنّ نظامَ الرعايةِ الصحيةِ قد انهارَ في أواخرِ أكتوبر 2023 ولم يتعافَ بسببِ "عدمِ دخولِ الإمداداتِ والمواردِ والمتخصصينَ وما إلى ذلك إلى غزة، أو أنّ هذهِ السلعَ أو المواردَ غيرُ متاحة، فمنَ المستحيلِ العملُ في سياقٍ منَ العنفِ وانعدامِ الأمنِ الشديدين".
17 مارس: أبلغَ أطباءٌ في رفحَ عن صعوباتٍ في تقديمِ الرعاية، حيث قالَ أحد المتطوعينَ الطبيين: "منَ المستحيلِ على المرافقِ الطبيةِ استيعابُ هذا العددِ من المرضى. إنّنا نعملُ في مخيّمٍ يأوي حوالي 1.5 مليونِ شخص. نتلقّى أدويةً لتغطيةِ أسبوع، لكنّها تنفدُ في يومٍ واحدٍ فقط".
18 مارس: شنتْ إسرائيلُ غارةً على مستشفى الشفاء.
19 مارس: قالَ الدكتورُ نيك مينارد، وهوَ طبيب بريطانيّ عملَ في غزة: "ما رأيتُهُ في مستشفى الأقصى كانَ أسوأَ الحالاتِ في مسيرتي المهنيةِ التي استمرّتْ 30 عامًا. إصاباتٌ سريريةٌ مروّعة، معظمُها لأطفالٍ ونساء. حروقٌ فظيعةٌ وجروحٌ بالغةٌ ولا توجدُ مساحةٌ حقيقيةٌ للتعاملِ معَ هذهِ الحالاتِ المأساوية".
20 مارس: اتهم أطباءٌ من الولايات المتحدة والمملكة المتحدة وفرنسا شاركوا في بعثاتٍ إنسانيةٍ في غزة في الأشهر الأخيرة، جيشَ الدفاعِ الإسرائيليّ باستهدافِ المرافقِ الصحيةِ في غزة بشكلٍ منهجي و"تفكيكِ نظامِ الرعايةِ الصحيةِ بأكمله". وقال البروفيسور نيك مينارد، مدير خدماتِ السرطانِ سابقًا في جامعةِ أكسفورد: "الأمر لا يقتصر على استهدافِ المباني، بل يتعلّق بتدميرِ البنيةِ التحتيةِ للمستشفياتِ بشكلٍ منهجيّ. تدميرُ خزاناتِ الأكسجينِ في مستشفى الشفاء، وتدميرُ أجهزة التصوير المقطعي عن عمد، وجعلُ إعادةِ بناءِ تلكَ البنيةِ التحتيةِ أكثرَ صعوبة. إذا كانَ الأمرُ مجرّدَ استهدافٍ لعناصرِ حماس، فلماذا يقومونَ بتدميرِ البنيةِ التحتيةِ لهذهِ المؤسساتِ عن عمد؟". وقال مينارد إنهُ شهدَ مقتلَ عددٍ لا يحصى من المدنيينَ الأبرياء بشكلٍ عشوائيّ، وأجرى عملياتٍ بشكلٍ متواصلٍ لمدّةِ أسبوعين، وكانَ ذلكَ في كثيرٍ من الأحيانِ للنساءِ أكثرَ من الرجال. واستذكرَ رؤيتهِ لحروقٍ وبترٍ مروّعةٍ لأطفال، من بينهم فتاةٌ أصيبتْ بحروقٍ بالغةٍ لدرجةِ أنّ عظامَ وجهها كانتْ ظاهرة: "كنّا نعلمُ أنّهُ لا توجدُ فرصةٌ لنجاتِها لكنْ لم يكنْ هناكَ مورفين لإعطائِها إياه. لذلك، لم تكنْ ستموتُ حتمًا فحسب، بل ستموت في ألم شديد". وفي الواقع، أضاف مينارد، أنّ الفتاةَ ماتتْ وهيَ مُستلقية على أرضيةِ المستشفى، حيث لم يكنْ هناكَ سرير متاح لها.
21 مارس: أعلنت منظمة الصحة العالمية عن إنشاء مراكز لتثبيت التغذية في مستشفى كمال عدوان في شمال غزة، ومركزٍ ثانٍ في رفح. وأمرت بـإعادة 25 مريضًا إلى غزة من القدس الشرقية.
22 مارس: صرح جيمي ماكغولدريك، منسق مساعدات الأمم المتحدة لفلسطين، أن مستشفى كمال عدوان يقترب من نقطة الانهيار، قائلًا: "إنهم يكافحون حقًا لتوفير الخدمات المطلوبة للمرضى القادمين، وخاصة الأطفال".
25 مارس: قال جراحٌ في مستشفى غزة الأوروبي إنّ الطاقمَ الطبيّ "يدير العملَ بأدنى حد من الموارد". وقالَ طبيب تخدير يعمل معَ فريق طبي يتكوّن من جمعية العون الطبي للفلسطينيين ولجنة الإنقاذ الدولية وجمعية إغاثة أطفال فلسطين: "هناكَ حوالي 22 ألفَ نازح يأوونَ في الممراتِ وفي خيامٍ داخلَ المستشفى لأنّ الناسَ يشعرونَ أنّهُ منَ الآمنِ أن يكونوا هنا أكثرَ من أيّ مكانٍ آخر". وحاصرتْ القواتُ الإسرائيليةُ ثلاثةَ مستشفيات: مستشفى الشفاء ومستشفى الأمل ومستشفى ناصر.
27 مارس: كانت المستشفيات في شمال غزة تعاني من نقصٍ حادٍّ في الغذاء والماء والإمدادات الطبية. نشرت منظمة الصحة العالمية فريقًا طبيًا طارئًا إلى مستشفى كمال عدوان، يضمّ جراحين اثنين وطبيبًا وطبيبَ تخدير. وذكرت المنظمة أن 10 مستشفياتٍ فقط من أصل 36 مستشفى لا تزال تعمل. استقبل مستشفى الشهداء بالأقصى 800 مريضٍ على الرغم من وجود 160 سريرًا فقط. وذكر الاتحاد الدولي لجمعيات الصليب الأحمر والهلال الأحمر أن نظام الرعاية الصحية في شمال غزة "تعرض للتدمير إلى حدٍ كبير".
30 مارس: قالت منظمة الصحة العالمية إن 9000 مريض بحاجة إلى إجلائهم من غزة لتلقي العلاج الطبي اللازم.

### أبريل
1 أبريل: ذكرت قناة الجزيرة الإنجليزية أن أربعة مستشفيات فقط تقدم العلاج الطبي لأكثر من 85 بالمائة من سكان غزة. وقالت وزارة الصحة في غزة إنّ النظام الصحيّ يتعرّض لاستهداف متكرّر ومباشر، مما أدّى إلى شلل شبه تام في النظام الصحيّ. استهدفت القوات العسكرية الإسرائيلية قافلة مطبخ مركزي عالمي في غزة، مما أدى إلى خسارة مأساوية لأرواح سبعة عمال إغاثة.
16 أبريل: قال مستشار بارز في لجنة الإنقاذ الدولية أنه لم تعدْ أيّ مستشفى في غزة تعملُ بكاملِ طاقتها. وأن موظفو اللجنة وشركاؤها في غزة يشهدون الدمار الذي يلحقَ بالمرافق الصحية المتبقية.
22 أبريل: قالت تلالينغ موفوكينغ، المقرّرة الخاصة للأمم المتحدة المعنية بالحقّ في الصحة: "لقد تعرّضَ النظامُ الصحيّ في غزة للتدميرِ الكامل، وتعرّضَ الحقّ في الصحةِ للتدميرِ على جميعِ المستويات. وقالت وزارة الصحة في غزة إنّ أيّ اجتياح بريّ لرفحَ سيؤدّي للقضاءِ على ما تبقّى من النظام الصحي وحرمان السكّان من أي خدمات صحية.
24 أبريل: قال مديرُ المستشفى الكويتيّ في رفح: "إنّ محافظةَ رفحَ أصبحتْ هدفًا مستمرًا... يستخدمُ الاحتلالُ الإسرائيليّ أسلحةً محظورةً دوليًا، ونوعُ الإصاباتِ التي نتلقّاها غيرُ مسبوق، مثل بترِ الأطراف وتشويهِ الجسد". وقالَ المركز الفلسطيني لحقوق الإنسان إنّ 300 شخص، من بينهم 80 طفلًا، يُعانونَ من الثلاسيميا بسببِ نقصِ الأدوية. وأفادتْ وزارةُ الصحةِ في غزة عن زيادة في حالاتِ التهابِ الكبدِ والتهابِ السحايا، ودعتْ إلى تقديمِ الدعمِ من جميعِ المؤسساتِ الوطنيةِ والدوليةِ والإنسانيةِ ذاتِ الصلة.

### مايو
1 مايو: قال الهلال الأحمر الفلسطيني إنّه يُنشئ مستشفى ميدانيًا بالتعاون مع مصر والكويت في منطقة المواصي قرب خان يونس. وقالت منظمة الصحة العالمية إنّها تُحاول استعادة جزء من عمل مستشفى ناصر.
2 مايو: ذكرت منظمة الصحة العالمية أنّها تُنشئ مستشفى ميدانيًا في المواصي ومستودعًا طبيًا في دير البلح كجزء من خطّة طوارئ تحسّبًا للهجوم الإسرائيلي المُخطّط له على رفح.
3 مايو: قال الهلال الأحمر الفلسطيني إن ارتفاع درجات الحرارة وتراكم مياه الصرف الصحي يؤدّيان إلى انتشار التهاب الكبد الوبائي أ. وقالت منظمة الصحة العالمية إن 33 في المائة فقط من مستشفيات غزة البالغ عددُها 36 مستشفى و30 في المائة من مراكز الرعاية الصحية الأولية تعمل بشكل جزئي وسط هجمات متكرّرة ونقص في الإمدادات الطبية الحيوية والوقود والموظفين. وأفادت منظمة أطباء بلا حدود أن إسرائيل ترفض دخول أجهزة الموجات فوق الصوتية وأجهزة تنظيم ضربات القلب الخارجية والمولّدات ومحاليل كلوريد الصوديوم الوريدية الضرورية لإعادة ترطيب المرضى وتخفيف الأدوية إلى غزة.
7 مايو: صرّحت منظمة أطباء بلا حدود بأنها ستنقل موظفيها إلى مستشفى ناصر، مع بدء الهجوم الإسرائيلي على رفح. وأفاد مكتب تنسيق الشؤون الإنسانية التابع للأمم المتحدة (أوتشا) بأن مستشفى أبو يوسف النجار، أكبر مستشفيات رفح، قد أُخلي من المرضى بسبب الإجلاء القسري.
8 مايو: ذكر صندوق الأمم المتحدة للسكان أن مستشفى الولادة الرئيسي في رفح قد توقف عن استقبال المرضى. وحذّرت منظمة الصحة العالمية من نقص وشيك في الوقود، حيث قال تيدروس أدهانوم غيبريسوس: "بدون وقود، ستتوقف جميع العمليات الإنسانية. كما أن إغلاق الحدود يعيق إيصال المساعدات الإنسانية إلى غزة".
9 مايو: أبلغ مدير المستشفى الكويتي عن نقص في الأطباء في المستشفى، قائلًا: "لا توجد كلمات للتعبير عن الكارثة التي نعيشها اليوم".
10 مايو:
- قال مكتب الأمم المتحدة لتنسيق الشؤون الإنسانية إن خمسة مستشفيات ومثلها مستشفيات ميدانية ستغلق أبوابها إذا لم تسمح إسرائيل بدخول الوقود إلى غزة.[538] وأضاف: "بدون وقود لتشغيل المولدات، هناك خطر كبير بفقدان المرضى في وحدات العناية المركّزة (ICU)، بما في ذلك الأطفال حديثي الولادة في وحدات العناية المركّزة لحديثي الولادة، ومرضى الإصابات الذين يحتاجون إلى عمليات جراحية طارئة، والنساء الحوامل اللواتي يحتجن إلى عمليات قيصرية".[539]
- أُجبر الاحتلال الإسرائيلي المرضى على مغادرة المستشفيات في رفح، حيث قال أحد الأطباء: "ليس لدينا أسرّة ولا مستشفيات لنحيلهم إليها، خاصة للمرضى الذين يعانون من حالات حرجة".[540]

11 مايو
مستشفى ميداني جديد أنشأه جيش الدفاع الإسرائيلي ومكتب تنسيق أعمال الحكومة في المناطق في دير البلح (وسط غزة)، يوفر الأدوية والأسرة والطعام والمياه والخيام ومعدات الإسعافات الأولية وأجهزة التنفس الصناعي عبر معبر كرم أبو سالم، ويديره 150 عاملاً دولياً في مجال المساعدات الطبية.
12 مايو: قال الدفاع المدني في غزة إنّه لم يعد هناك أي مستشفيات تعمل في شمال غزة.
13 مايو: عقب إغلاق إسرائيل لمعبر رفح وشنّها هجومًا على رفح، قال مسؤول صحي في غزة إن الجرحى والمرضى يُعانون من موت بطيء لأنّه لا يوجد علاج وإمدادات ولا يمكنُهم السفر. وأمر الاحتلال الإسرائيلي إخلاء المستشفى الكويتي في رفح.
14 مايو: توقفت منظمة أطباء بلا حدود عن تقديم الرعاية الصحية في مستشفى رفح الإندونيسي الميداني. وصرحت عائلات إنها غير قادرة على إجلاء أطفالها الجرحى بسبب إغلاق معبر رفح.
15 مايو صرحت الأسر أنها لم تتمكن من إجلاء أطفالها الجرحى بسبب إغلاق معبر رفح.
17 مايو: أُجلي سبعة عشر طبيبًا أمريكيًا من قطاع غزة. وذكرت منظمة الصحة العالمية أنها لم تتلق أي إمدادات طبية إلى غزة منذ عشرة أيام.
18 مايو: قال آدم حماوي الطبيب الذي يُنسب إليه الفضل في إنقاذ حياة السيناتور تامي داكويرث: "لم أشهد قط في حياتي المهنية هذا المستوى من الفظائع واستهداف لزملائي الأطباء كما رأيت في غزة. أريد أن يعلم رئيسُنا أننا لسنا بأمان".
19 مايو: أعلنت منظمة أطباء بلا حدود عن نفاذ مياه الشرب من مستشفى العودة،  وصرّح المكتب الإعلامي للحكومة في غزة أن 690 شخصًا من المرضى والجرحى مُنعوا من مغادرة غزة.
21 مايو: قال نائب مدير وكالة الأمم المتحدة لإغاثة وتشغيل اللاجئين الفلسطينيين (الأونروا) إن أمر الإخلاء الإسرائيلي أدّى إلى إغلاق مركزين صحيين في رفح.
22 مايو: قال المكتب الإعلامي للحكومة في غزة إنّه لم تعد هناك أي خدمات صحية في محافظات غزة الشمالية.
23 مايو: ذكرت وزارة الصحة في غزة أن مستشفى شهداء الأقصى الحكومي سينفد منه الوقود قريبًا. وقال مسعف يبلغ من العمر 21 عامًا: "لا يوجد دعم للمسعفين في غزة... علينا البقاء في المستشفيات". وأفاد أطباء عن مرضى يُعانون من جروح موبوءة بالديدان أن الجروح لا تلتئم بسبب نقص الأدوية.
24 مايو: واجه مستشفى الأقصى نقصًا حادًا في الوقود، وقال المتحدث باسم المستشفى أن ذلم سيؤدّي لوفاة الكثير من المرضى والجرحى.
25 مايو: ذكرت وزارة الصحة في غزة أن 20 ألف مريض يعانون من حالات تهدّد حياتهم مُنعوا من مغادرة غزة.
26 مايو: قال جرّاح بريطاني عاد من غزة إن المستشفيات هناك تُمارس "الطب في العصور الوسطى" وإن الجرحى يُحاولون تجنّب الذهاب إلى المستشفيات لأن ذلك "يعني حُكمًا بالإعدام إلى حد كبير".
28 مايو: أجبر الجيش الإسرائيلي المستشفيات الميدانية في رفح على الإخلاء مع اقتراب القتال من وسط المدينة.
29 مايو صرحت وزارة الصحة الفلسطينية أن القصف المدفعي يمنع المرضى من الوصول إلى المستشفى الإماراتي في رفح.
أُجبر مستشفى القدس الميداني على الإخلاء بسبب المدفعية والقصف الإسرائيلي القريب.
30 مايو أعلنت منظمة أطباء بلا حدود أنها أغلقت منشأة للرعاية الأولية في المواصي، قائلة: "هذا هو المرفق الصحي الثاني الذي اضطررنا إلى إغلاقه هذا الأسبوع وخطوة أخرى في تفكيك إسرائيل المنهجي للنظام الصحي في غزة".
صرحت منظمة الصحة العالمية أن المسؤولين الطبيين صرحوا بوجود "كارثة ساحقة" مع تناقص الإمدادات الطبية.
صرحت منظمة الصحة العالمية أن مستشفى الهلال الإماراتي، آخر مستشفى متبقي في رفح، قد خرج من الخدمة.

### يوليو
قامت منظمة الصحة العالمية والإمارات العربية المتحدة بإجلاء 85 مريضًا ومصابًا إلى أبو ظبي.

### أغسطس
تم إعطاء لقاحات شلل الأطفال التي جمعتها المنظمات الإنسانية لعدد من الأطفال الرضع في مستشفى ناصر في 31 أغسطس 2024، وذلك قبل البدء الرسمي لحملة تطعيم الأطفال التي تبدأ يوم الأحد.
قصفت طائرات الاحتلال الإسرائيلي مبنى مستشفى الشفاء العربي بالكامل، وهو المرفق الطبي الوحيد الذي يقدم الرعاية للمرضى والجرحى في مدينة غزة، بعد تدمير مستشفى الشفاء من قبل الجيش الإسرائيلي. وأشار مدير مستشفى جنين إلى أن العديد من الجرحى غير قادرين على الوصول إلى المستشفى بسبب التواجد العسكري المحيط بالمرفق. وأكد أن أحد التحديات الكبيرة التي نواجهها هو انقطاع التيار الكهربائي الذي يؤثر على المستشفى، معرباً عن قلقه من توقف المولدات عن العمل.
19 اغسطس: أدى نقص الوقود إلى تهديد استمرار عمليات سيارات الإسعاف في غزة.

### أكتوبر
24 أكتوبر:
الدبابات الإسرائيلية تطلق قذائفها باتجاه مستشفى كمال عدوان شمال قطاع غزة. أدى قصف الدبابات على المستشفى إلى إحداث أضرار جسيمة في وحدة العناية المركزة. وكان داخل المستشفى أكثر من 150 جريحًا، بما في ذلك 14 طفلاً في العناية المركزة أو قسم الأطفال حديثي الولادة.

### 26 أكتوبر
انسحبت قوات الاحتلال الإسرائيلي، اليوم الثلاثاء، من مستشفى الشهيد كمال عدوان، بعد اعتقال العشرات من الأطباء وبعض المرضى، وإلحاق أضرار واسعة بالمستشفى.

## مقالات متعلقة
- الهجمات على المرافق الصحية خلال الحرب الفلسطينية الإسرائيلية 2023
  - حصار مجمع الشفاء الطبي
  - حصار مستشفى كمال عدوان
  - حصار مجمع ناصر الطبي
- الأزمة الإنسانية في غزة 2023
- استهداف الطواقم الطبية خلال الحرب الفلسطينية الإسرائيلية 2023-2024
- استهداف أفراد الدفاع المدني خلال عملية طوفان الأقصى